# Storia di Cagliari

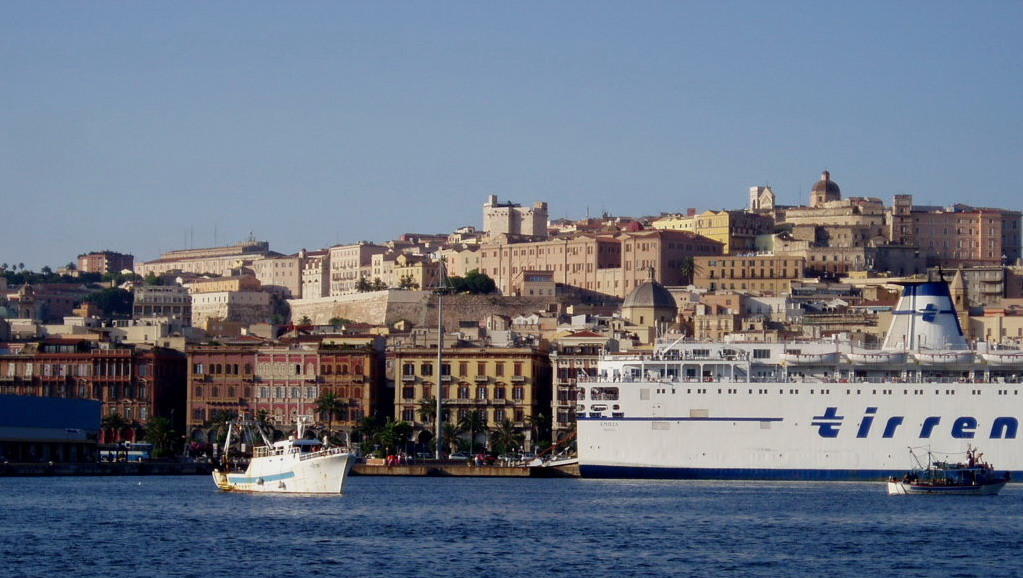
Vista sul centro storico della città di Cagliari, si distinguono il porto, il quartiere della Marina e Castello.

La storia di Cagliari riporta le principali vicende storiche relative al comune di Cagliari, dai più antichi insediamenti umani neolitici, alla fondazione del primo centro urbano nella prima metà del I millennio a.C., sino al giorno d'oggi.

## La fondazione leggendaria

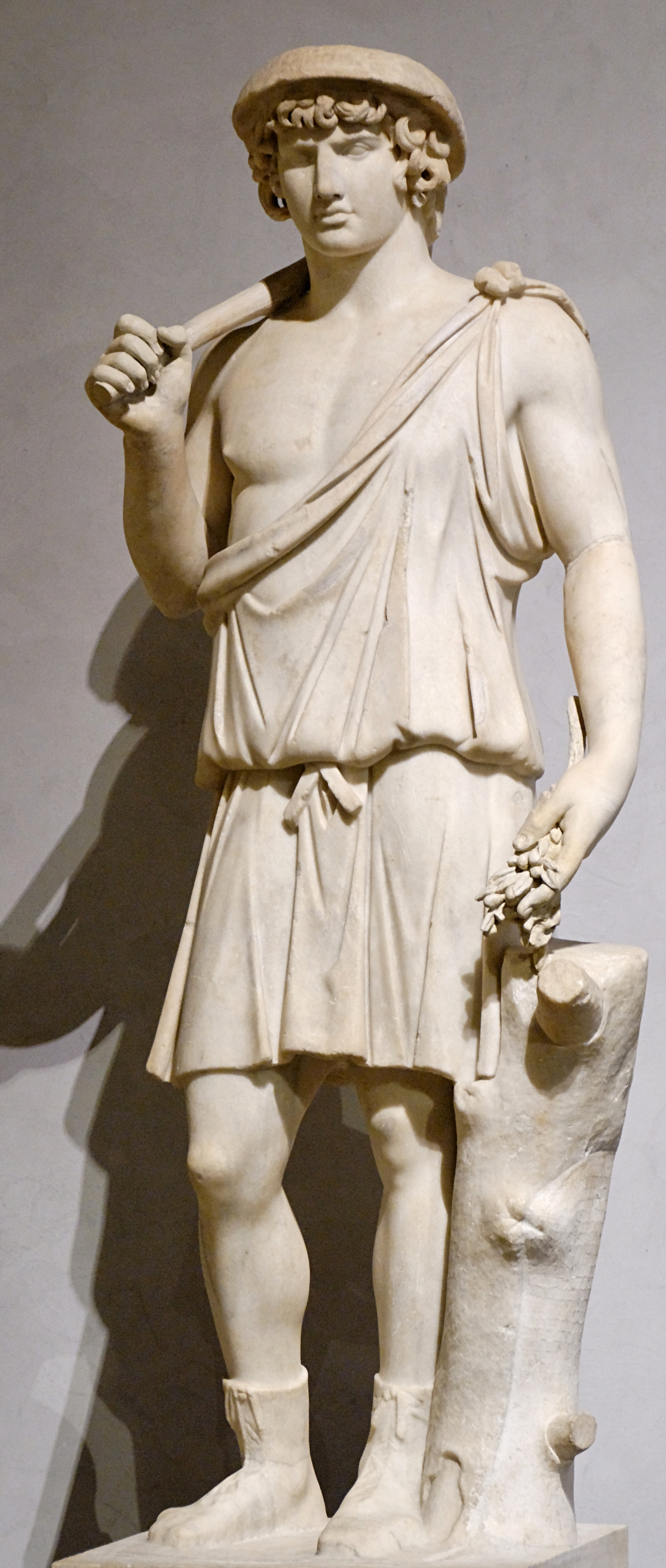
Statua di Antinoo nelle vesti di Aristeo (Museo del Louvre)

Lo scrittore latino del III secolo Gaio Giulio Solino narra, nella sua opera De Mirabilus Mundi, che la città di Caralis venne fondata dall'eroe greco Aristeo, figlio del dio Apollo e della ninfa Cirene, giunto in Sardegna dalla Beozia:
(Caius Julius Solinus,De mirabilibus mundi, capitulum IV)
(Caio Giulio Solino, De mirabilibus mundi, capitolo IV)

## Preistoria ed epoca antica

### Insediamenti pre-nuragici e nuragici

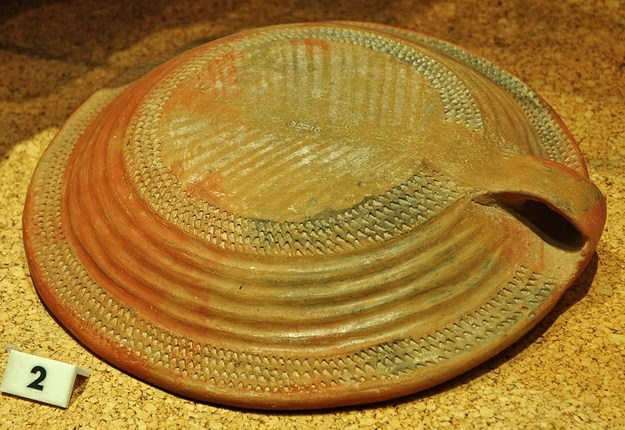
Ceramica tipica della cultura di Monte Claro, Museo archeologico nazionale di Cagliari

Le prime tracce di insediamento umano nel territorio dell'attuale cagliaritano sono costituite da ceramiche cardiali, provenienti dalla grotta di Sant'Elia, e fondi di capanne risalenti al VII-V millennio a.C.. La fase successiva, databile al V-IV millennio a.C., è testimoniata dal ritrovamento di un vaso decorato ad impressione e da oggetti in ossidiana, rinvenuti presso una grotta situata nel Capo Sant'Elia. Alla seconda metà del IV millennio a.C., invece, risalgono una domus de janas, situata nella zona di San Bartolomeo, e i resti di un villaggio che si estendeva ai piedi del monte Sant'Elia.

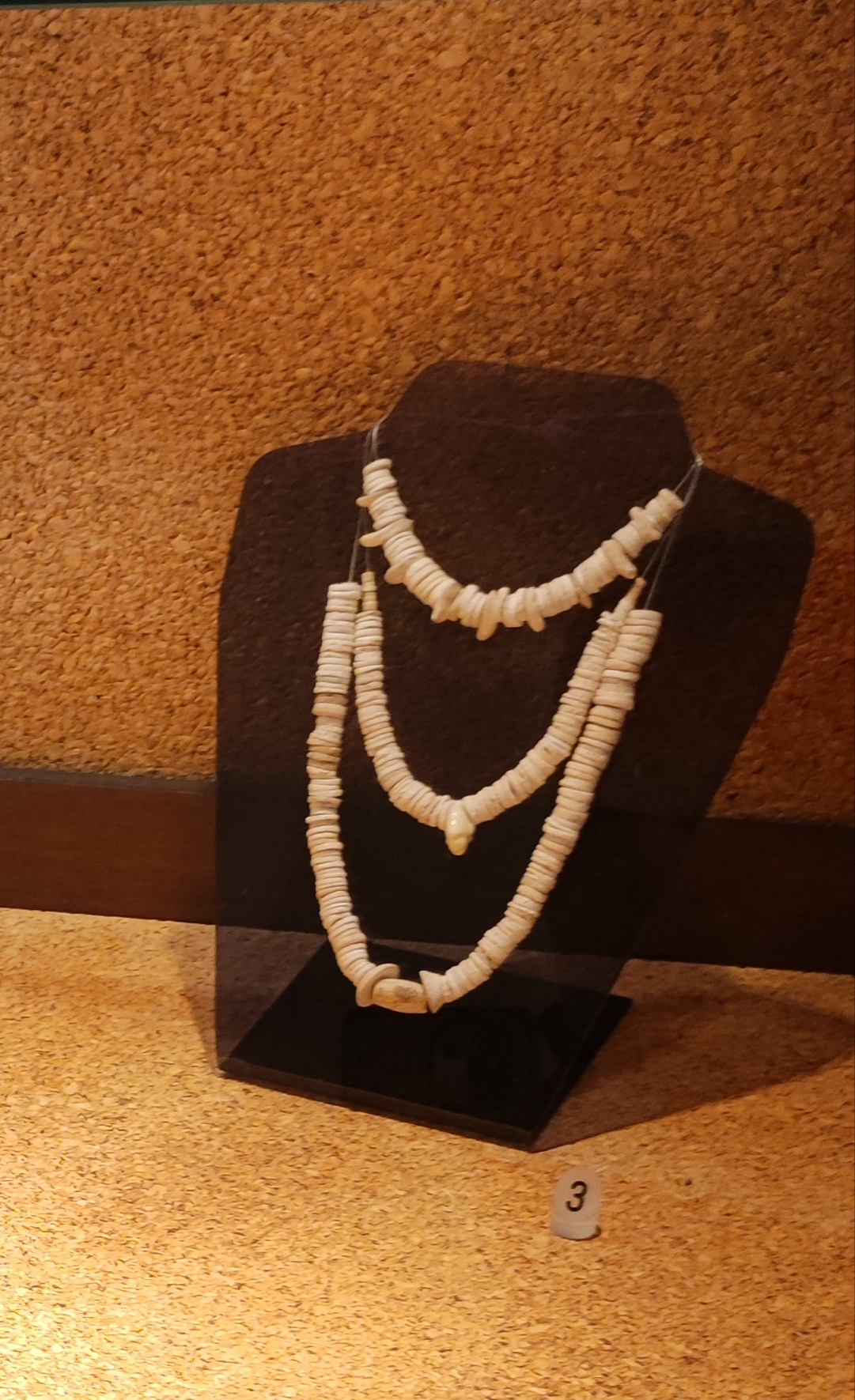
Collana della cultura del vaso campaniforme da Capo Sant'Elia

All'Età del rame sono ascrivibili i ritrovamenti, risalenti alla seconda metà del III millennio a.C., appartenenti alla cultura di Monte Claro, scoperti nel sito eponimo di Monte Claro, e del Vaso campaniforme, vasi e pugnali in rame rinvenuti nella grotta di San Bartolomeo. All'età del bronzo antico sono riferibili alcuni reperti riportati alla luce nella grotta di Sant'Elia, nella grotta di San Bartolomeo e nella grotta del Bagno Penale.
La civiltà nuragica, che in Sardegna vede la luce a partire dalla metà del II millennio a.C., è scarsamente rappresentata a Cagliari, probabilmente anche a causa del fatto che eventuali tracce sono state via via sommerse dalle tante "Caralis/Cagliari" che si succedettero nelle epoche successive. In quella che è oggi l'area vasta di Cagliari sono stati ritrovati, invece, importanti reperti che testimoniano i legami fra la civiltà nuragica e quella micenea, scoperti soprattutto nella zona di Sarroch (Nuraghe Antigori) e di Pula (rovine di Nora arcaica); il mito di Aristeo fondatore di Caralis potrebbe risalire proprio a questi antichi contatti.

### Il periodo fenicio-punico

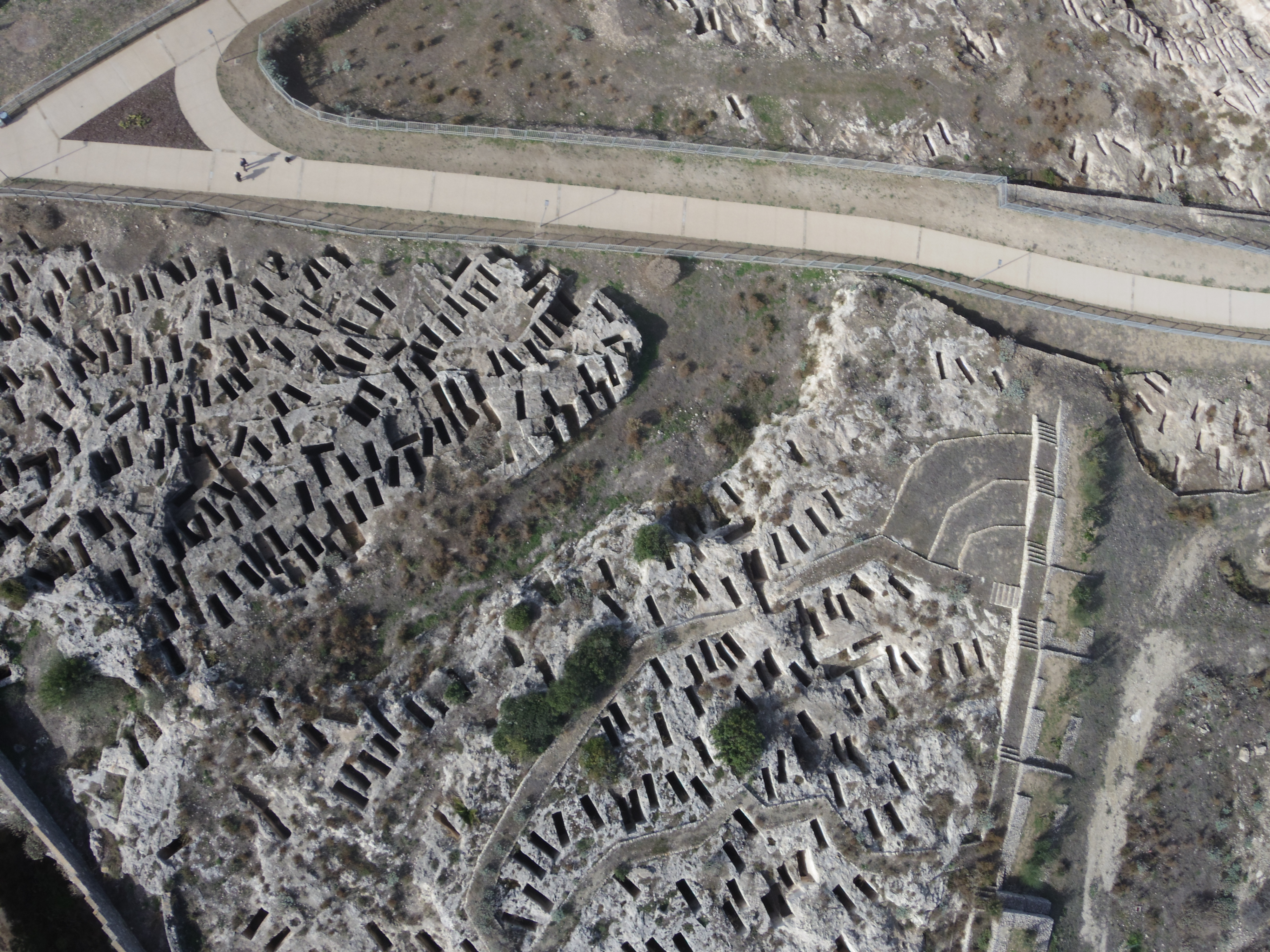
Necropoli punica di Tuvixeddu

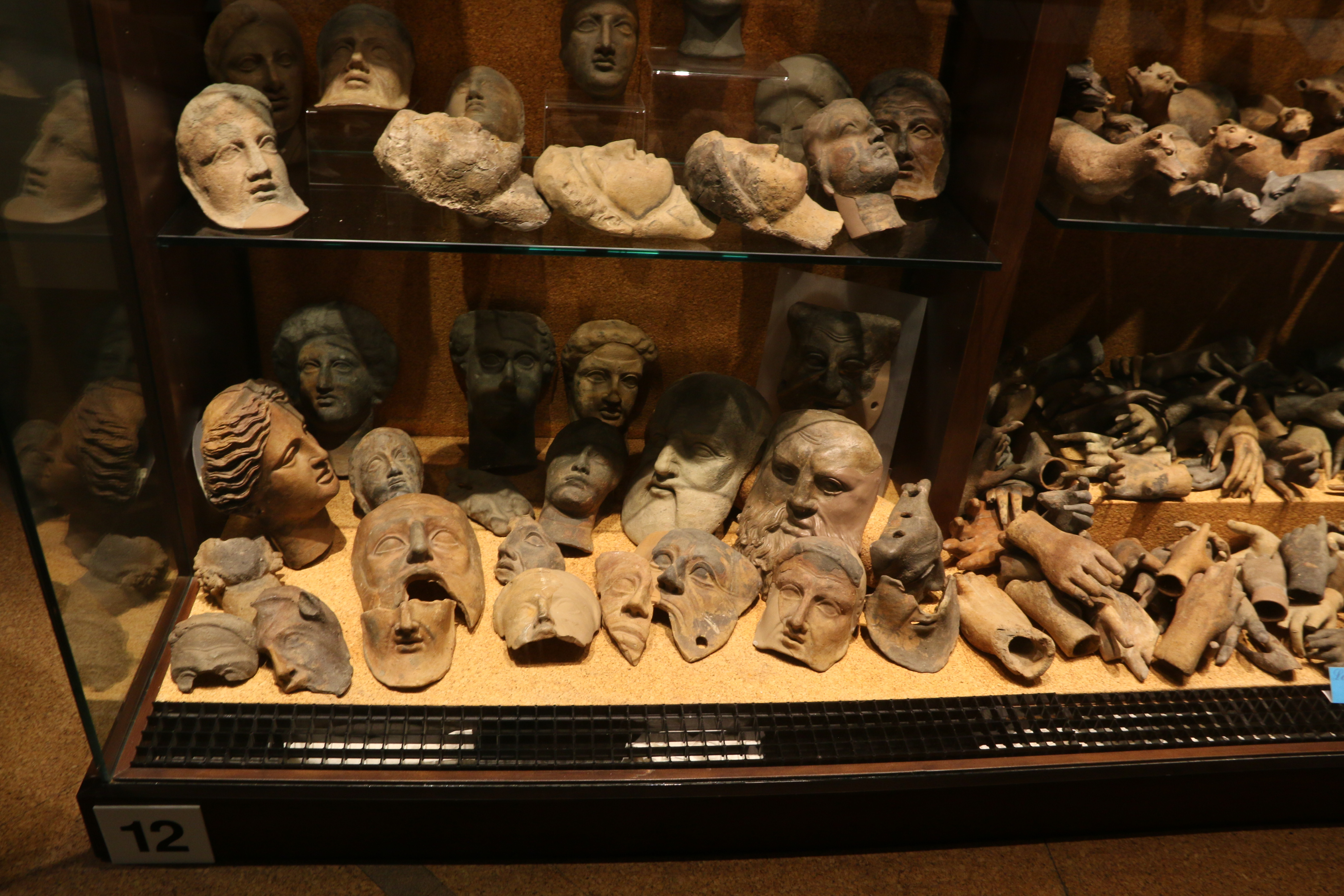
Ceramiche votive da Santa Gilla

Krly, com'era chiamata in fenicio-punico, sorse come emporio o stazione commerciale intorno al VII secolo a.C. quando i navigatori fenici incominciarono a frequentare la zona del golfo degli Angeli. Il brano del De Bello Gildonico di Claudiano, che la descrive nel IV secolo, la dice fondata dai fenici dalla potente Tiro, città dell'attuale Libano, che proprio nei primi secoli del I millennio a.C. sperimentava il periodo più florido come potenza commerciale tra oriente ed occidente mediterraneo, e che fonderà anche la città di Cartagine. Il primo nucleo dell'antica Cagliari fenicia pare che si trovasse nei pressi dello stagno di Santa Gilla.
Nel periodo punico la città assunse l'aspetto di un centro urbano vero e proprio e vennero edificati dei templi fra i quali il tempio dedicato alla dea Astarte, che si trovava nei pressi del promontorio di Sant'Elia. La città era dotata di due necropoli ad inumazione, una nord-occidentale che corrisponde alla necropoli di Tuvixeddu e una sud-orientale ubicata sul colle di Bonaria mentre il tophet, ossia la necropoli ad incinerazione dove venivano deposte le urne cinerarie dei fanciulli, si trovava nell'area oggi denominata Campo Scipione-San Paolo.

### Il periodo romano

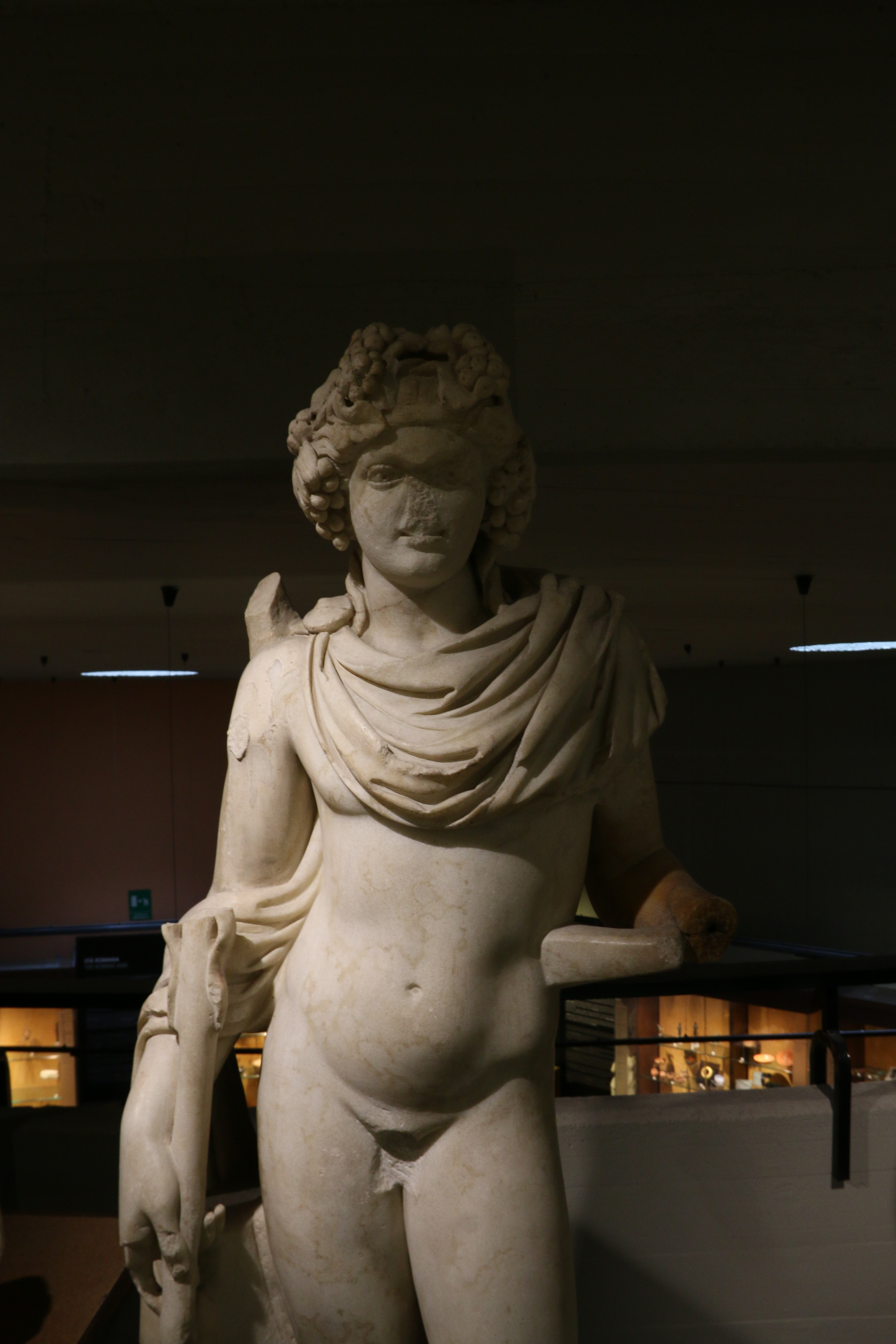
Statua di Bacco (Museo archeologico nazionale di Cagliari)

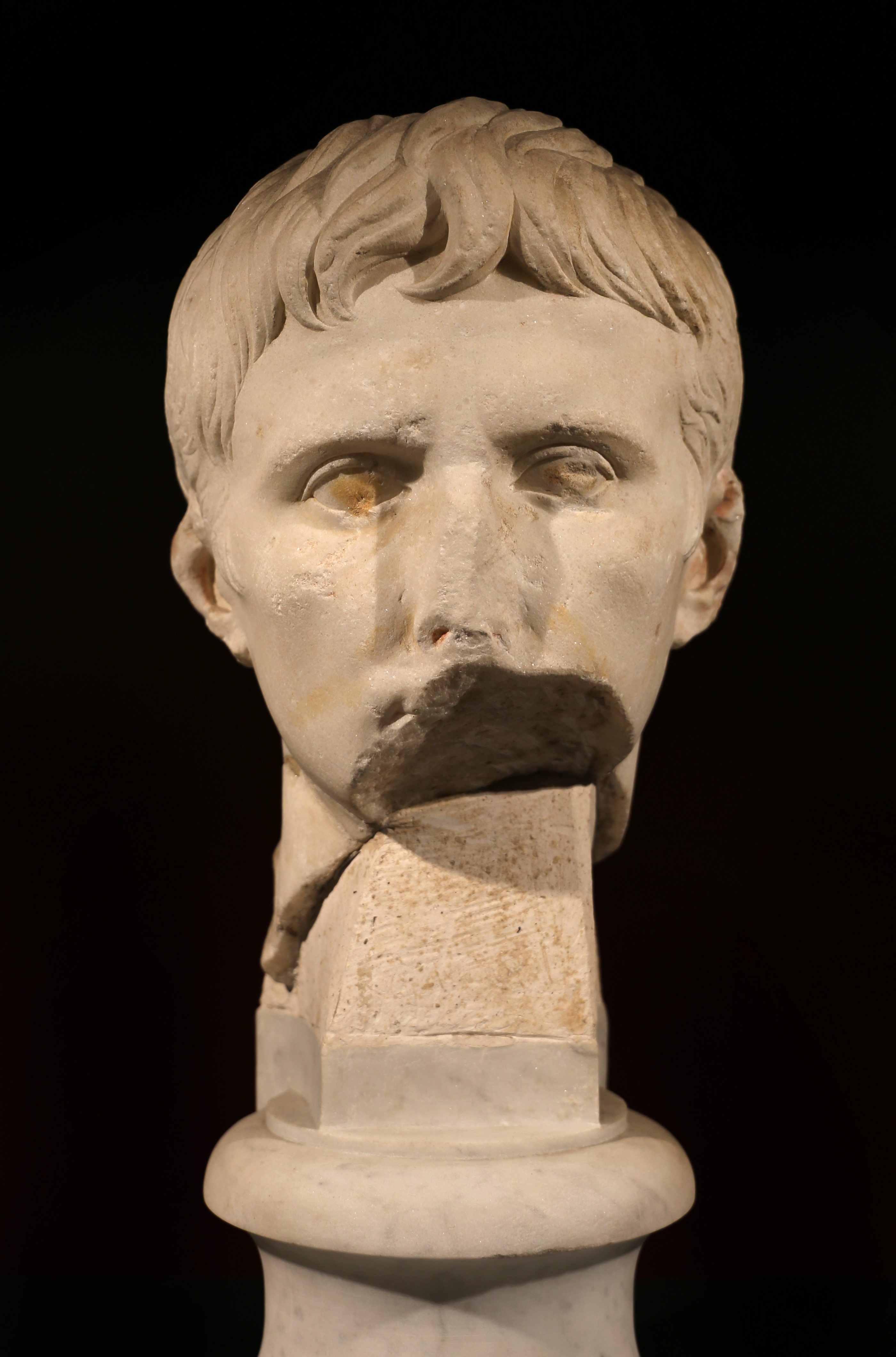
Busto di Ottaviano Augusto da Cagliari

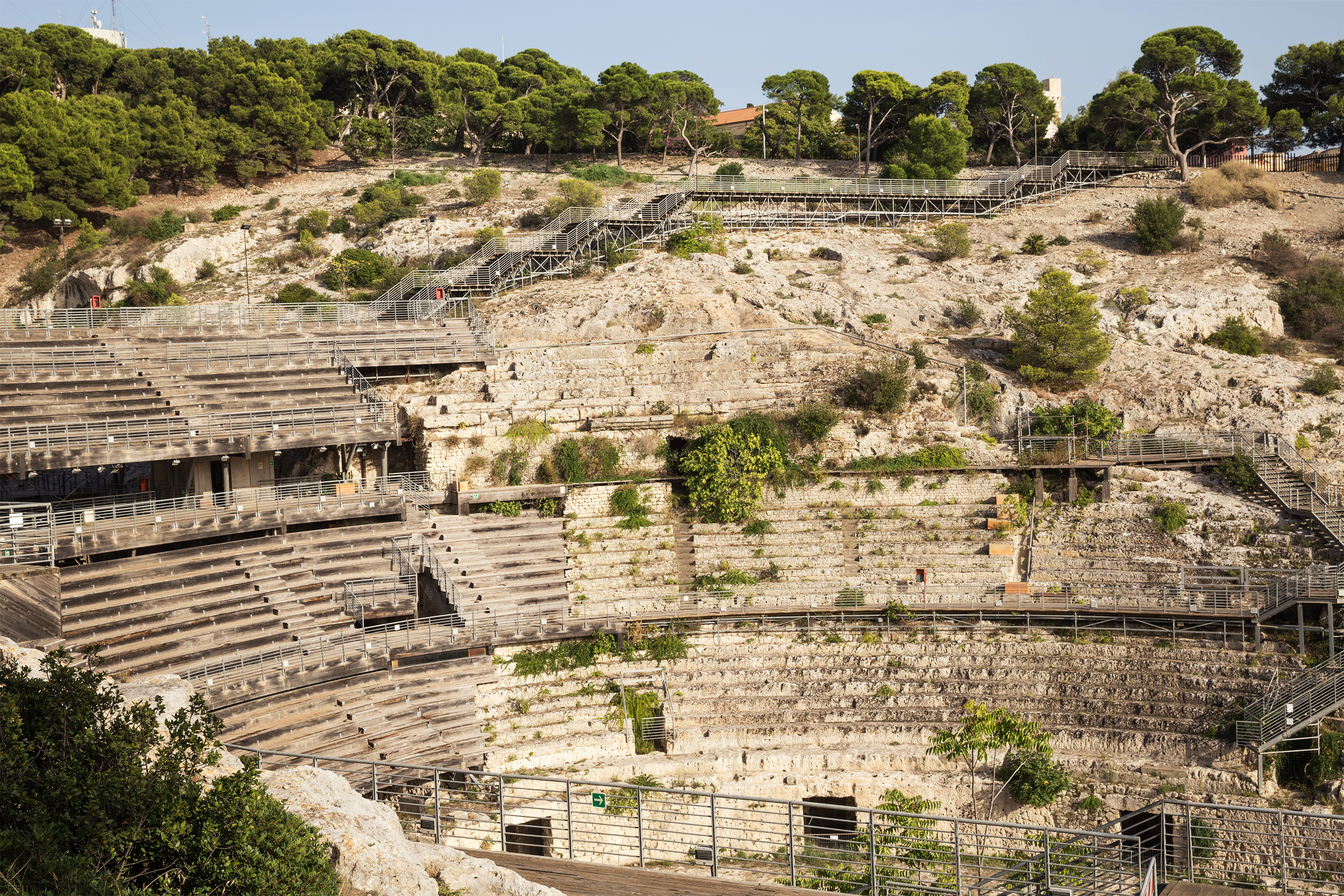
Anfiteatro romano di Cagliari.

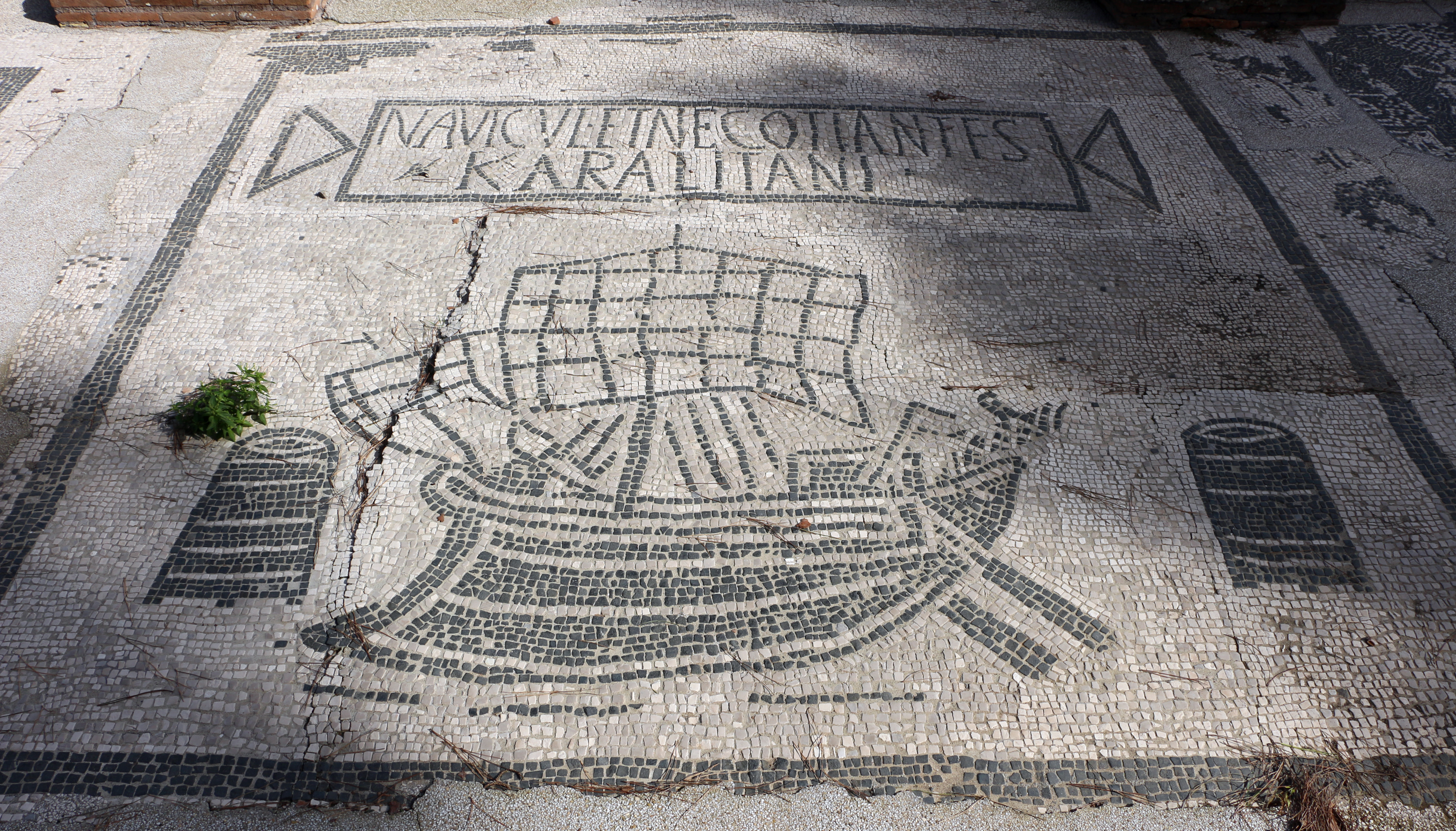
Mosaico degli "armatori e commercianti karalitani" dal piazzale delle corporazioni di Ostia antica

Krly divenne romana nel 238 a.C., all'indomani della prima guerra punica, quando la Sardegna venne occupata dall'esercito di Tiberio Sempronio Gracco. I romani costruirono un nuovo insediamento ad est della vecchia città punica, il vicus munitus Caralis (ossia la cittadella fortificata di Caralis) menzionato da Publio Terenzio Varrone. I due agglomerati urbani si fusero poi nel corso del II secolo a.C.; a questo processo è forse attribuibile la forma al plurale Carales.
Carales divenne capitale della provincia di Sardegna e Corsica dopo Nora e nel 46 a.C. (o nel 38 a.C. secondo altre fonti) venne elevata al rango di Municipium a seguito della guerra civile fra Giulio Cesare e Pompeo quando lo stesso Cesare le concesse questo status come riconoscimento per ringraziare la città della sua fedeltà durante il sanguinoso conflitto. Tutti i Caralitani ottennero la cittadinanza romana e furono iscritti alla tribù Quirina. Il territorio della città comprendeva la pianura del Campidano, verosimilmente fino a Sanluri.
La città, la più importante e popolosa dell'isola e fra le più importanti del bacino occidentale del Mediterraneo, era dotata di importanti collegamenti stradali con i principali centri dell'Isola quali Sulki, con la strada costiera e con quella che attraversava la valle del Cixerri, Olbia e Tibula lungo la costa orientale, Turris e Tibula lungo la strada che ricalcava l'attuale Carlo Felice, ed infine una strada che attraversava centralmente l'isola fino alla costa settentrionale. Era dotata inoltre di un anfiteatro capace di contenere circa 10.000 spettatori, templi, terme, ville e acquedotti che la rifornivano di acqua sorgiva forse dalle fonti di Domusnovas e di Caput Aquas, vicino a Villamassargia. Ma la città era fornita, fin dall'epoca punica, anche di numerose e grandi cisterne scavate nella roccia, che si possono vedere tutt'oggi in varie parti della città.
Vi erano almeno tre aree cimiteriali, una che insisteva sulla necropoli punica di Tuvixeddu, un'altra tra la zona delle chiese di San Lucifero e di San Saturno e il colle di Bonaria, ed una terza lungo l'attuale viale Regina Margherita, ove erano sepolti i classiari, ovvero i marinai del distaccamento della Classis Misenensis che ebbe sede nel porto cittadino. All'uscita della città, lungo la via principale che portava verso Turris, accanto alla necropoli di Tuvixeddu, furono costruiti dei mausolei sepolcrali, come quello dedicato ad Attilia Pomptilla, fatta edificare dal marito Cassio Filippo (conosciuta come Grotta della Vipera), con pareti ornate da un imponente ciclo di carmina in lingua greca e latina che possono essere considerati la prima opera letteraria prodotta in Sardegna e giunta fino ai nostri giorni, l'inizio della storia letteraria dell'isola.
Fra le principali attività economiche ricopriva un ruolo primario quella dell'estrazione del sale che veniva estratto nelle saline fra Caralis e Quartu (oggi non più attive) e poi esportato nelle altre province dell'Impero assieme al grano, alle pelli (conciate in stabilimenti prossimi al porto) e ad altri prodotti lavorati in Sardegna.
La città, anche nel periodo romano, benché amministrata dal prefetto della provincia, mantenne delle istituzioni di origine cartaginese come i sufeti , magistrati che vennero eletti annualmente fino al periodo della concessione del "municipium". In tale occasione, secondo alcuni studiosi, fu coniata una moneta con i nomi degli ultimi due sufeti della città.
Così Claudio Claudiano descrisse la città di Caralis, detta Urbs urbium ("Città delle città") da Floro, nel IV secolo:
(Claudio Claudiano, I,520, IV sec d.C.)

## Epoca medievale

### Altomedioevo

#### La dominazione vandalica
Alla metà del V secolo d.C., a seguito della conquista dell'isola da parte delle armate di Genserico, finì in Sardegna l'epoca romana ed iniziò quella vandalica; Caralis anche in epoca vandalica funse da capitale e sede diocesana della nuova provincia. Il re Trasamondo deportò in città vari ecclesiastici africani cattolici fra cui il vescovo San Fulgenzio da Ruspe, un ex funzionario pubblico vandalico che si convertì al cattolicesimo, e il vescovo Feliciano il quale trasportò con sé da Cartagine le spoglie di Sant'Agostino che vennero deposte in una chiesa, di cui oggi resta solo la piccola cripta, che sorgeva nella parte bassa dell'odierno Largo Carlo Felice. Intorno al monastero e alla chiesa del martire San Saturnino (patrono della città) si venne creando un cenacolo fondato da San Fulgenzio, menzionato dal diacono Ferrando, suo biografo, il quale soggiornò due volte, tra il 507 e il 523, nel monastero dotato di scriptorium «juxta Basilicam sancti martyris Saturnini, procul a strepitu civitatis» ("vicino alla Basilica del santo martire Saturnino, lontano dal frastuono della città"). Tra i Vescovi di Cagliari, il cui primo titolare, Sant'Avendrace, risulta attestato già nell'ultimo quarto del I secolo d.C., vi fu San Lucifero, irriducibile difensore dell'ortodossia cattolica contro l'eresia Ariana. Anche il suo compagno di lotta Sant'Eusebio di Vercelli nacque a Cagliari. Nel 484 la sede era già Arcivescovado e titolare della Primazia di Sardegna.

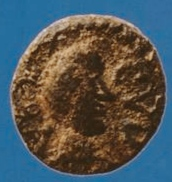
Moneta raffigurante Goda

Nel 533 il gotico Goda, funzionario e governatore vandalo della Sardegna, si ribellò al potere centrale assumendo il titolo di Rex e proclamando l'indipendenza dell'isola, con capitale Caralis. Goda cercò appoggio internazionale e lo trovò in Giustiniano, imperatore dell'Impero Romano d'Oriente. Il 22 giugno 533 le armate bizantine salparono da Costantinopoli con il duplice obiettivo di muovere guerra contro il Regno vandalico in Africa e di portare aiuto a Goda in Sardegna.
Zazo fratello del re Gelimero, malgrado l'incombente pericolo decise di partire in Sardegna e di soffocare la ribellione di Goda. Giunto nell'isola, prese Caralis e mise a morte Goda e i suoi seguaci.
(Procopio di Cesarea, Guerre vandaliche)
Nel mentre i bizantini erano sbarcati in Africa e avevano conquistato Cartagine ponendo formalmente fine al regno vandalico; Zazo tornato in Africa affrontò i bizantini ma venne sconfitto e ucciso. Cirillo si recò in seguito a Caralis dove mostrò la testa mozzata di Zazo ai contingenti vandalici che presidiavano la città i quali si arresero senza combattere. Ebbe così fine l'era vandalica e Caralis assieme a tutta l'isola passò sotto il dominio di Bisanzio.

#### Primo periodo bizantino

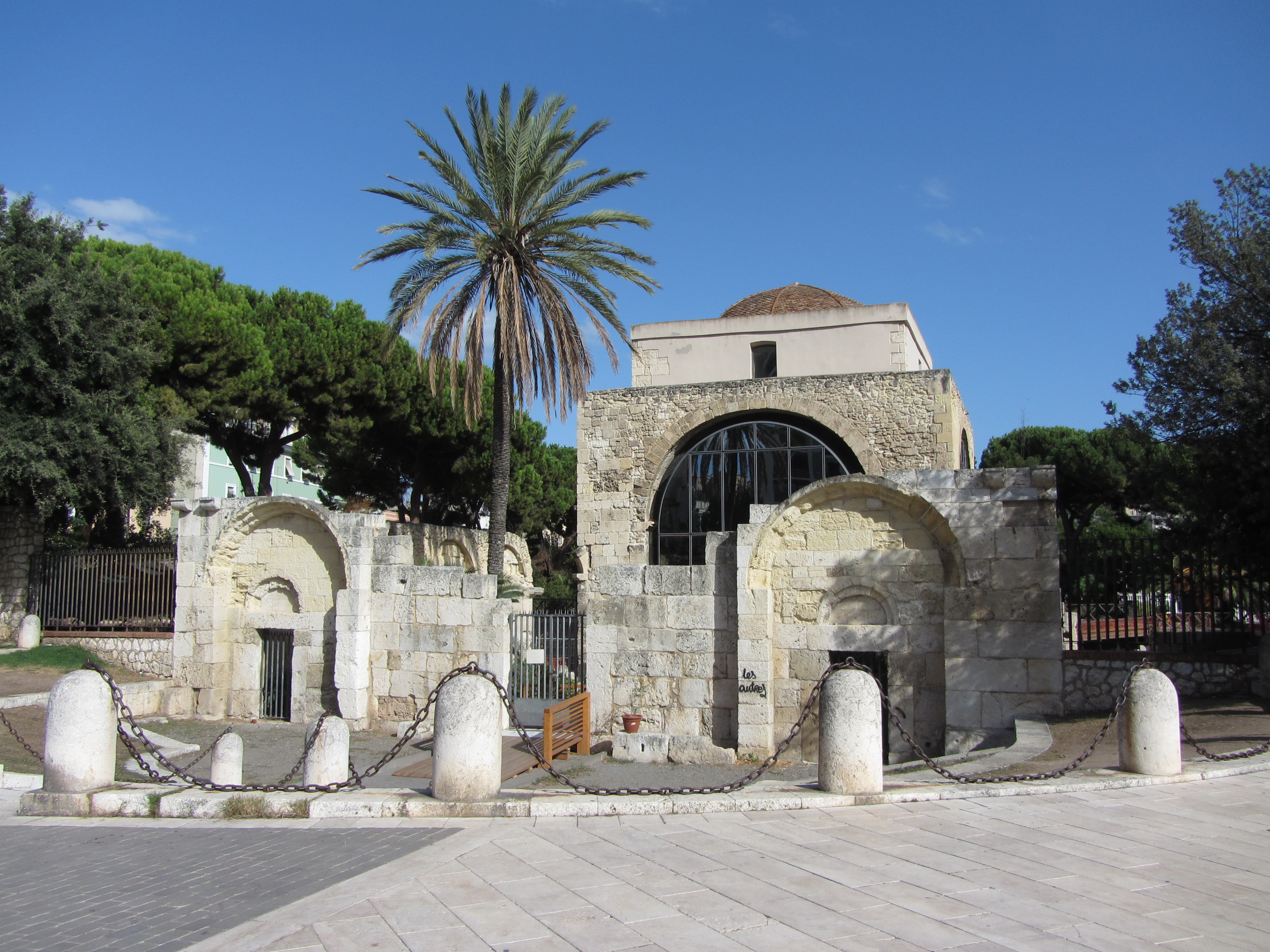
Basilica di San Saturnino

Caralis bizantina (in greco bizantino Kàralis, Κάραλις) divenne sede del praeses di Sardegna, parte della prefettura d'Africa, la provincia di cui facevano parte, oltreché la stessa Sardegna, la Corsica, il Nord Africa e la fascia costiera della Spagna sud-orientale. La popolazione cittadina di questo periodo si era ormai totalmente o quasi convertita al cristianesimo, mentre i riti pagani sopravvivevano in alcune zone del centro dell'isola. Dopo neanche vent'anni, la Sardegna passò per un breve periodo in mano agli Ostrogoti.

#### Gli Ostrogoti
Nell'inverno del 551, mentre nella penisola italiana infuriava la guerra, contingenti di Ostrogoti inviati dal re Totila occuparono la Corsica e la Sardegna. È probabile che solo Caralis e alcune città costiere vennero occupate stabilmente, mentre il resto dell'isola rimase verosimilmente estraneo a questo avvenimento. Giovanni Troglita, comandante bizantino in Libia, appresa la notizia, inviò in Sardegna un corpo di spedizione per riprendere possesso dell'isola, ma giunti nei pressi di Caralis i bizantini furono sorpresi e decimati da un assalto della forte guarnigione germanica della città.
(Procopio di Cesarea, De Bello Gothico)
La breve fase gotica si concluse dopo circa un anno, nel 552, a seguito della definitiva sconfitta dei Goti nella penisola e la conseguente uccisione di Totila da parte del generale bizantino Narsete. Nel 553 Bisanzio prese nuovamente possesso di Caralis e della Sardegna.

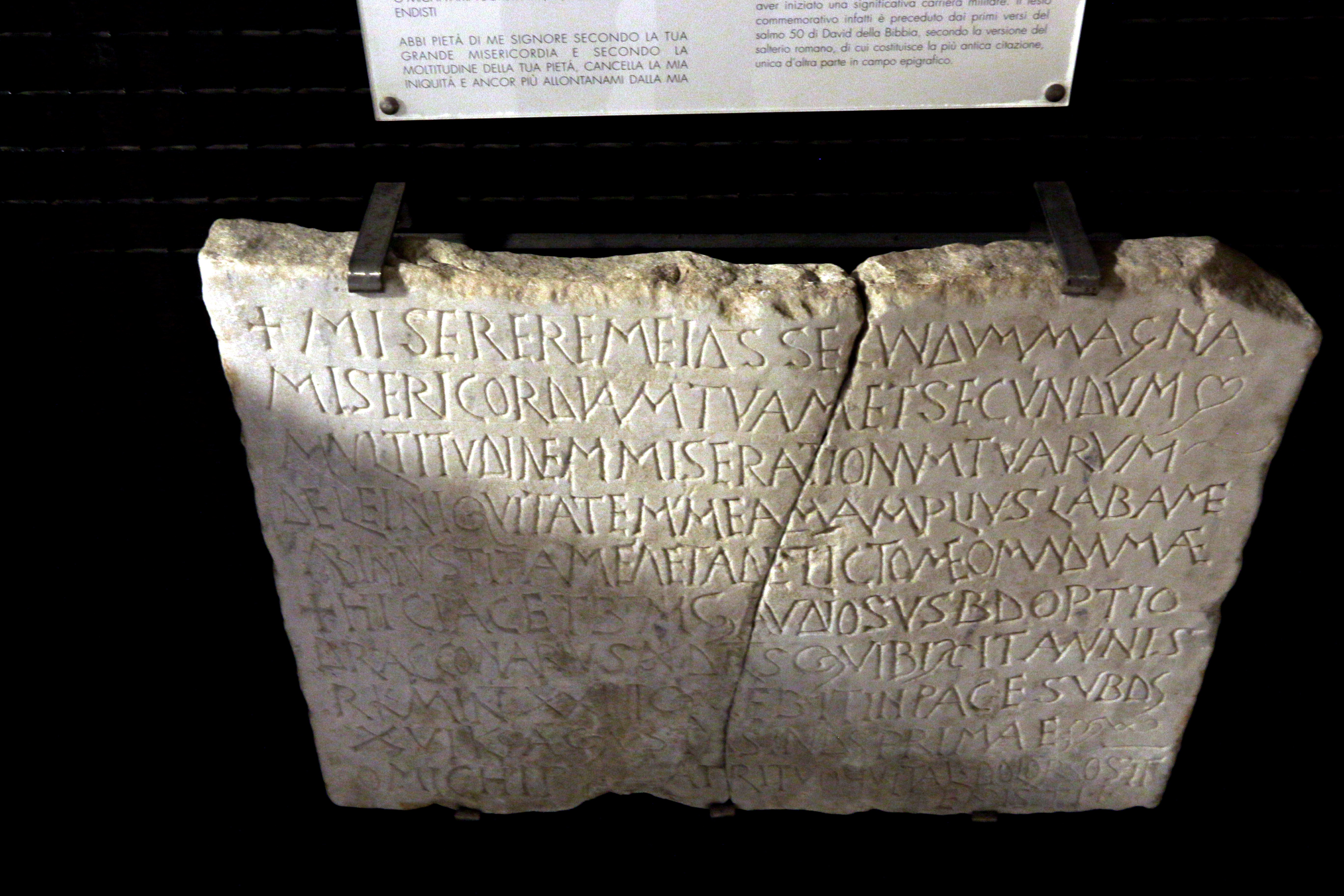
Iscrizione di Gaudiosus da Cagliari, VI secolo d.C., Museo archeologico nazionale di Cagliari

#### Secondo periodo bizantino
Caralis, rioccupata dai bizantini, continuò a ricoprire il ruolo di capitale dell'isola e nel 599 subì un tentativo di invasione da parte dei Longobardi la cui flotta, giunta in forze, sebbene riuscì a saccheggiare le coste cagliaritane, venne respinta dalle milizie locali. In tarda età giustinianea la basilica di San Saturnino venne riedificata in dimensioni monumentali sul precedente edificio fondato dal vescovo Fulgenzio. A confermare l'importanza di Caralis e della Sardegna (ultimo baluardo occidentale di Bisanzio) in questo periodo è lo spostamento della zecca in città a seguito della caduta di Cartagine, capitale dell'esarcato d'Africa, che venne conquistata dagli arabi nel 697.
Nei secoli seguenti Caralis subì feroci attacchi da parte dei pirati saraceni, fatto che costrinse gli abitanti a cercare rifugio verso lo stagno di Santa Gilla dove fu fondato il borgo fortificato di Santa Igia. Di particolare importanza sono gli attacchi subiti da quel che rimaneva di Caralis nel 711 e nell'815, quando la città venne saccheggiata dagli arabi, comunque sempre contrastati e tenacemente respinti dalla popolazione cittadina, lasciata oramai al proprio destino da Bisanzio. Fu forse per proteggerli da questi attacchi che il re longobardo Liutprando tra il 721 e il 725 fece traslare i resti di Sant'Agostino dalla chiesa cagliaritana nel quale erano deposti per trasferirli a Pavia dove sono conservati tutt'oggi.

### Basso medioevo

#### Il giudicato di Cagliari e Santa Igia

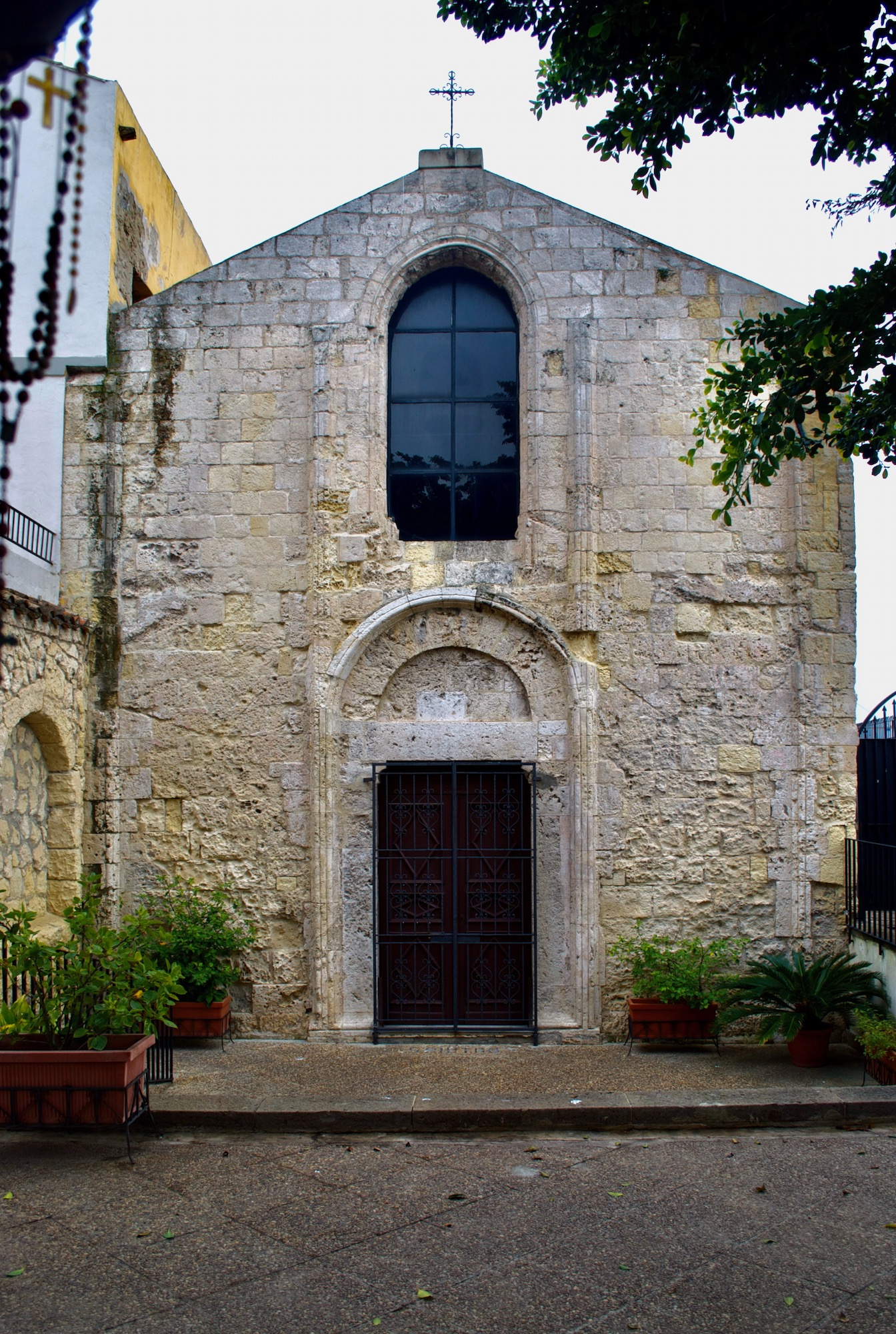
Chiesa di San Pietro dei Pescatori, edificata tra l'XI e il XIII secolo

Nell'anno 827 gli arabi iniziarono la conquista della Sicilia, conclusa nell'arco di alcuni decenni. La Sardegna, già ultima periferia occidentale di Bisanzio, si trovò tagliata fuori dagli altri territori imperiali, coi mari sotto il controllo dei musulmani. Già nell'anno 815, "legati sardorum de Calari civitate dona ferentes" ("ambasciatori sardi dalla città di Cagliari recanti doni") si presentavano alla corte di Ludovico il Pio per chiedere aiuto. Nel 941 o 942, messaggeri dell'Arconte di Sardegna si recano a Cordova per trattare un'alleanza con il Califfo.. Nel 964 il suo Arcivescovo Citonato partecipa in Roma ad un concilio convocato dal Papa Leone VIII contro il suo avversario Benedetto VII, eletto in aperta sfida all'Imperatore Ottone I.. Segni questi di un allontanamento graduale dall'ecumene bizantina, peraltro impegnata nella diatriba iconoclasta.

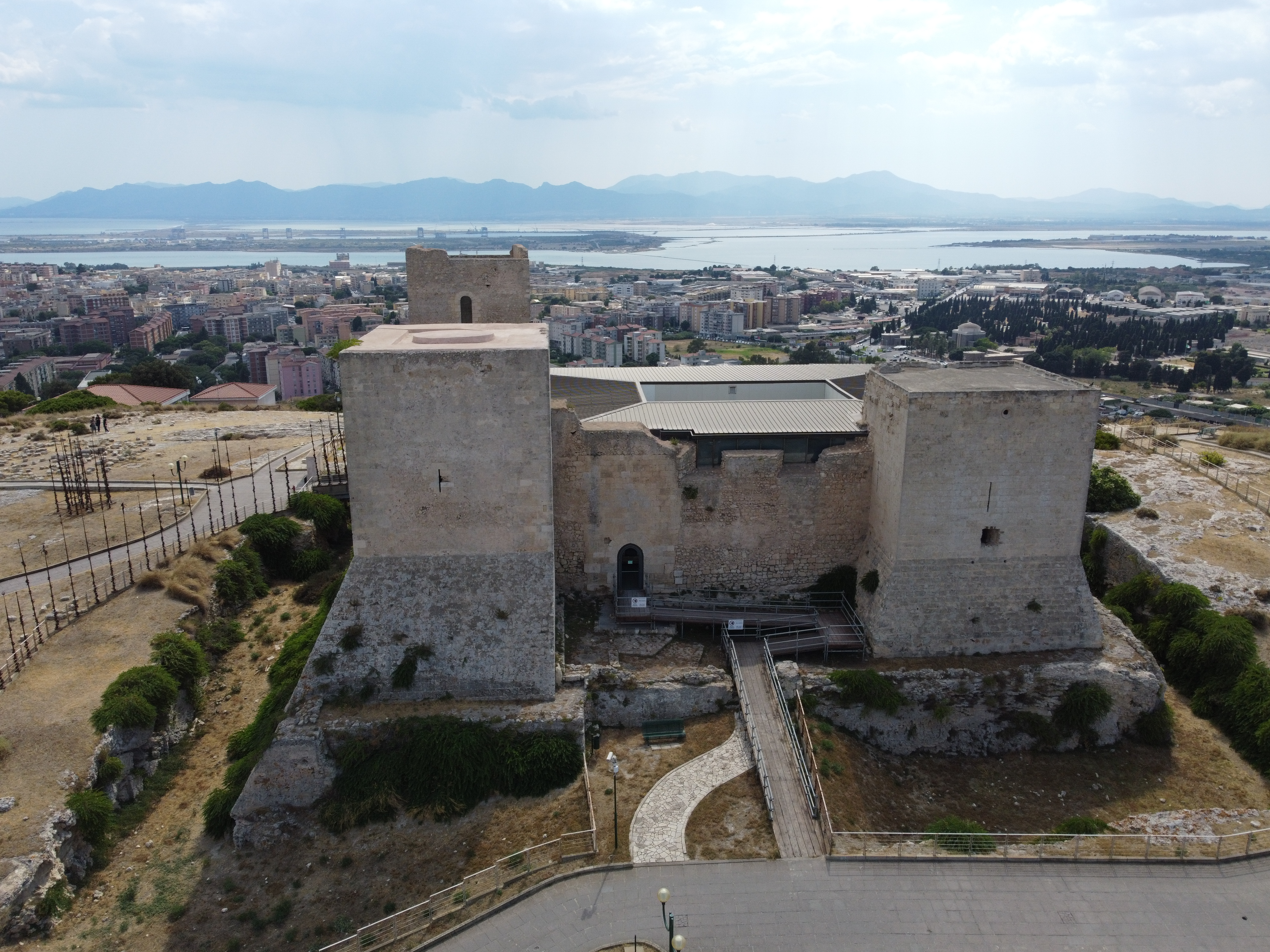
Veduta del castello di San Michele.

La Sardegna dunque cominciò a sganciarsi dalla sfera di Bisanzio a partire dall'VIII secolo e, verosimilmente, una dinastia di dignitari locali, i Lacon-Gunale, cominciò a tramandarsi di padre in figlio la carica di Arconte, sia pure riconoscendo la suprema autorità politica nell'Imperatore di Costantinopoli. Nel 1015 circa l'isola subì il tentativo di conquista da parte dei musulmani iberici comandati da Museto, e la sua capitale, Cagliari, subì verosimilmente le devastazioni maggiori. Forse in tale occasione, la città perse anche il controllo sull'intera isola. Infatti, nella seconda metà dell'XI secolo, la Sardegna appare divisa in quattro regni o giudicati fra i quali il giudicato di Cagliari con capitale Santa Igia che gli studi più recenti individuano nel quartiere intorno al Corso Vittorio Emanuele, quindi sulla parte più occidentale dell'antica Caralis la quale quindi non fu mai abbandonata, conservando anzi un ulteriore complesso difensivo nella zona tra via XX Settembre e il viale Regina Margherita.
Santa Igia era protetta da una cinta di mura e dal castello di San Michele ed era dotata di un porto lagunare che si affacciava sulla Scafa. Si stima che la sua popolazione si aggirasse sui 10.000-15.000 abitanti appartenenti a tutte le classi sociali.
Nell'XI secolo le vittorie dei Pisani e dei Genovesi contro i Saraceni nel bacino occidentale del Mediterraneo, resero più sicura la navigazione e le coste, così in questo periodo i mercanti delle due repubbliche marinare incominciarono ad affacciarsi sulle piazze delle città giudicali, finendo per condurre in prima persona la quasi totalità dei traffici commerciali da e verso l'isola.
La città venne saccheggiata dai genovesi nel 1196, durante il regno di Guglielmo I Salusio IV. Nei primi del XIII secolo il pisano Lamberto Visconti, giudice di Gallura, ottenne con la minaccia delle armi dalla giudichessa Benedetta di Cagliari il colle situato ad est di Santa Igia dove, tra il 1216 e il 1217, alcuni mercanti pisani fondarono la rocca di Castel di Castro, cuore della Cagliari tardo-medioevale e moderna.
Nel 1258 a seguito della guerra fra il giudice di Cagliari Guglielmo III Salusio VI (che si era alleato con Genova e aveva cacciato i Pisani da Castel di Castro) e una coalizione composta dal comune di Pisa e dagli altri giudicati sardi, Santa Igia fu distrutta; in particolare furono rase al suolo le mura, il palazzo Giudicale e perfino la Cattedrale di Santa Cecilia. La città rimase decenni senza una cattedrale fino al trasferimento del capitolo presso la chiesa di Santa Maria nel "castrum" pisano. Il giudicato di Cagliari venne smembrato fra i vincitori e il comune di Pisa mantenne il governo di Castel di Castro.

#### Cagliari pisana: Castel di Castro

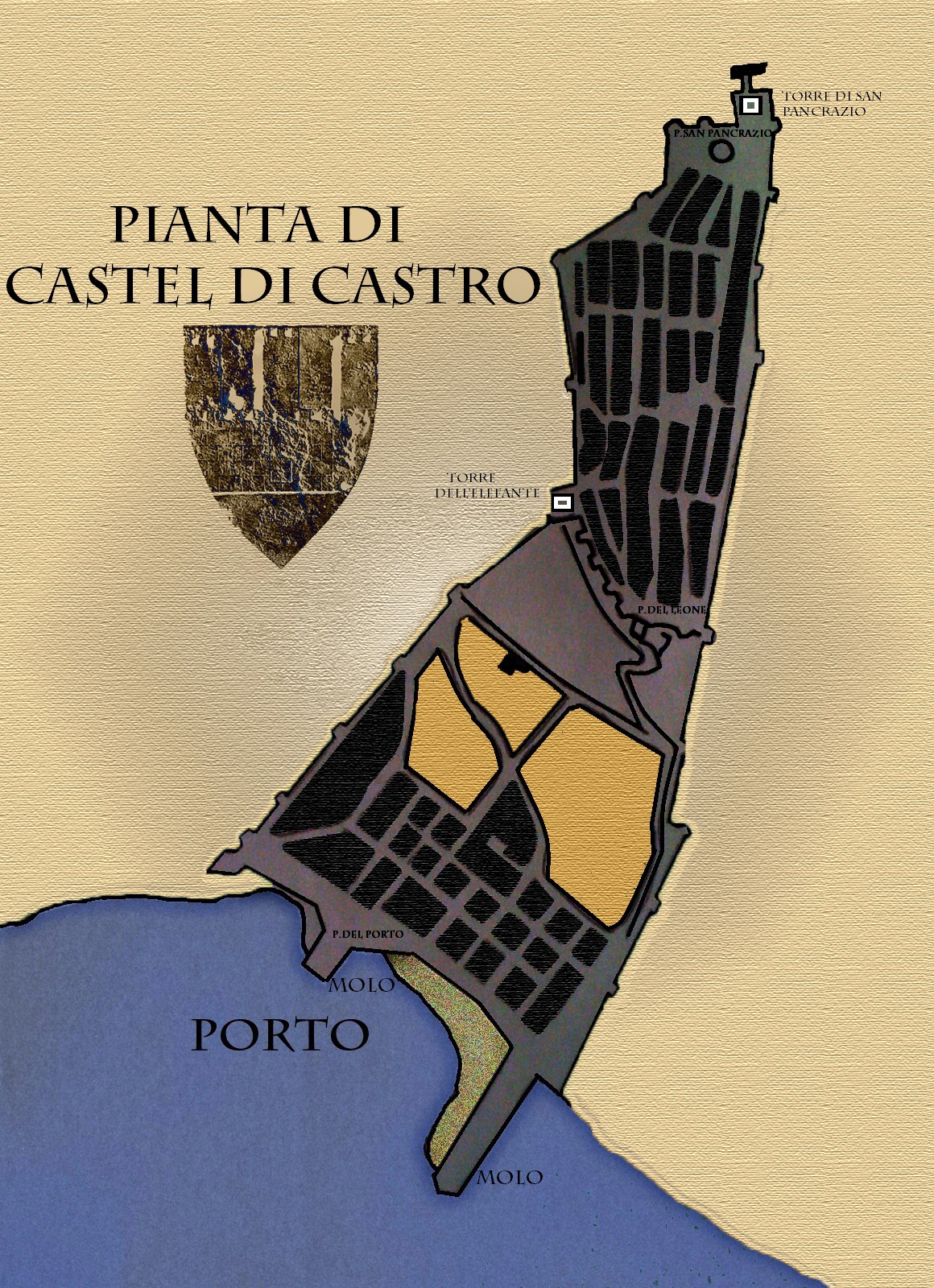
Pianta di Castel di Castro durante il primo periodo pisano.

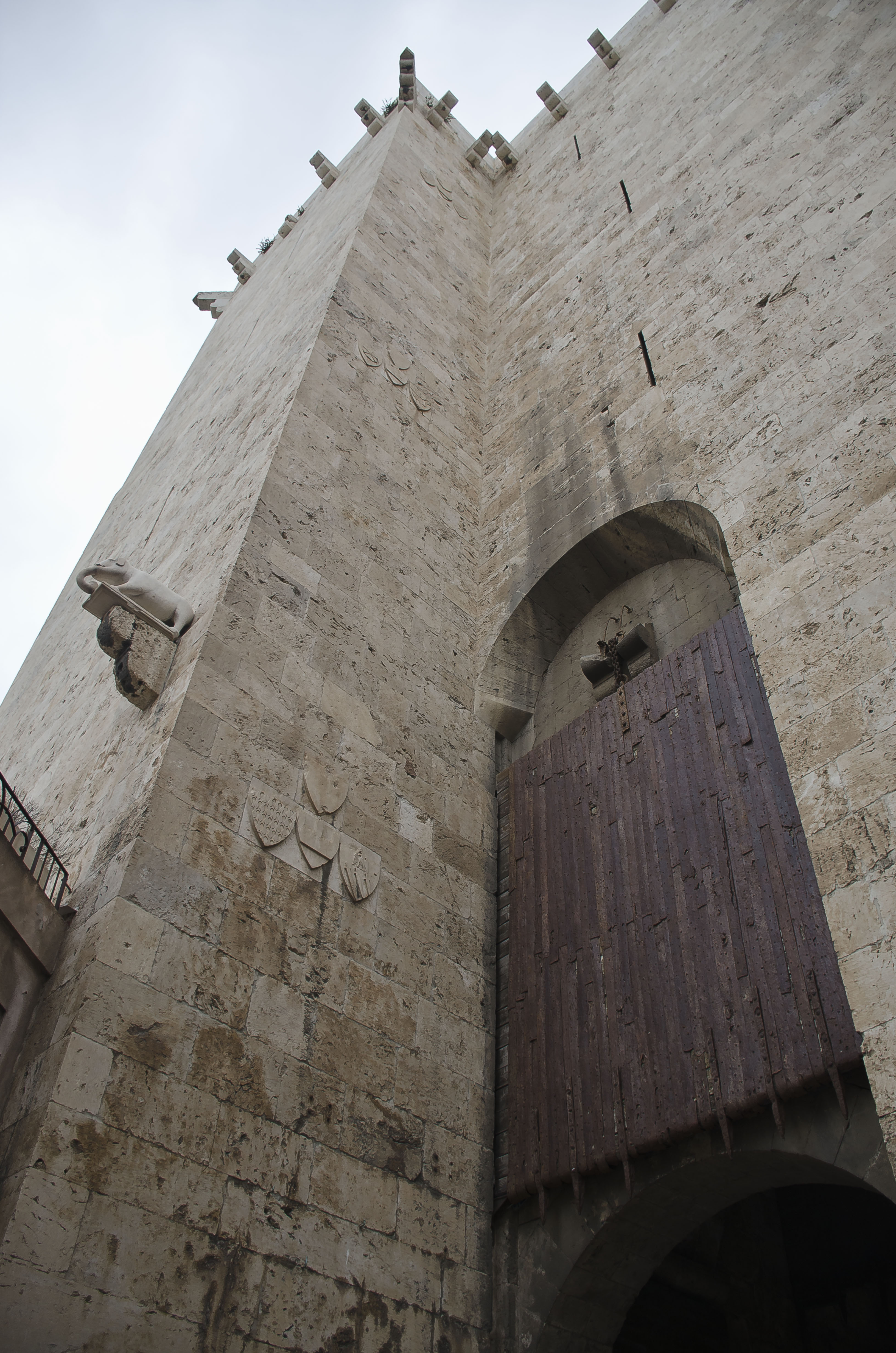
Torre dell'Elefante

L'odierna città di Cagliari trae quindi le sue origini dal trasferimento del suo cuore politico, religioso e militare nella rocca fortificata di Castel di Castro, edificata da un gruppo dai mercanti pisani nel 1216/17. Essa divenne il primo possedimento del Comune di Pisa in Sardegna. Castel di Castro contava circa 12.000 abitanti, prevalentemente pisani, ed era costituita da quelli che oggi sono diventati i quartieri storici di Cagliari ossia Castello e La Marina.
La città era delimitata da possenti mura coadiuvate dalle torri dell'Elefante (edificata nel 1306/07) e di San Pancrazio (costruita nel 1304/05), progettate da Giovanni Capula, che sovrastavano i rispettivi accessi di porta dell'Elefante e porta di San Pancrazio a cui si aggiungevano la controporta del Leone e la porta dell'Aquila.
Il Quartiere fortificato della Marina costituiva il collegamento fra il quartiere Castello propriamente detto e il porto di La Pola, localizzato nel punto dove oggi si trova la Via Roma.
Dopo la distruzione della capitale giudicale, nei due versanti est ed ovest ai piedi delle mura del Castello si formarono due borghi murati detti Villanova e Stampace, popolati dai profughi sopravvissuti di Santa Igia e da sardi provenienti dal resto del distretto cagliaritano che comprendeva, oltre Castel di Castro, i paesi di Quartu, Selargius, Sestu e Assemini.
La città era governata direttamente da due "castellani" nominati di anno in anno dal comune di Pisa, coadiuvati da una sorta di parlamento popolare detto "Consiglio degli anziani". La legge era regolamentata dal "Breve di Castel di Castro", un codice amministrativo-legislativo e dal "Breve del Porto Cagliaritano" emanato il 15 marzo 1318, che regolamentava le attribuzioni commerciali.

#### Cagliari aragonese: Castell de Càller

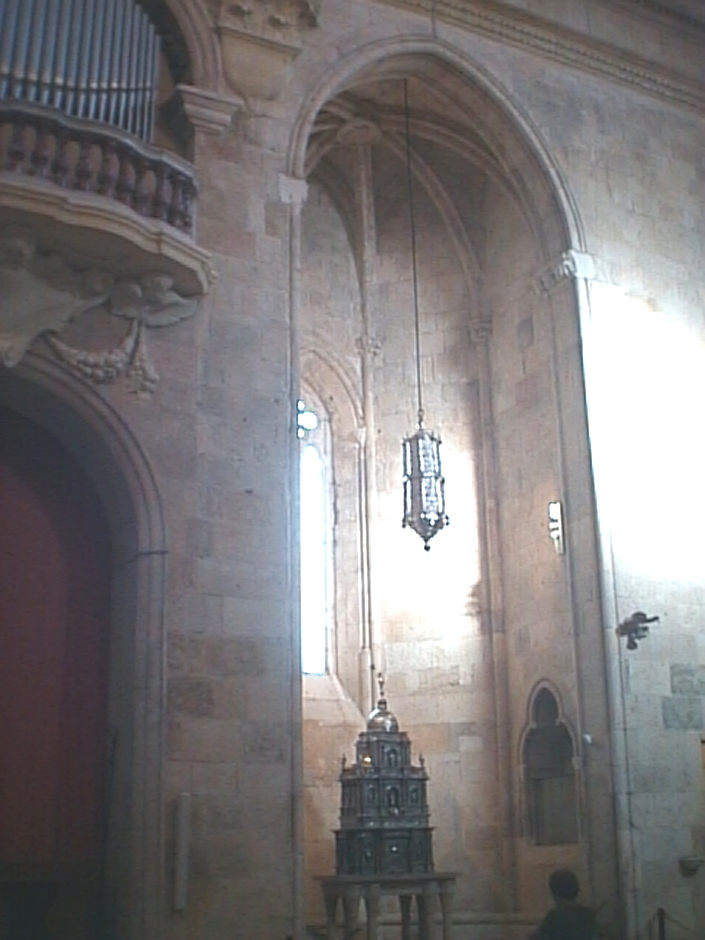
Cappella Aragonese o della Sacra Spina all'interno della cattedrale di Santa Maria

Nel 1323 l'Infante Alfonso guidò l'esercito catalano-aragonese alla conquista dei possedimenti pisani in Sardegna, comprendenti i territori appartenuti ai Giudicati di Cagliari e di Gallura, per legittimare l'egemonia aragonese sulla Sardegna a seguito dell'infeudazione papale del Regno di Sardegna ai re d'Aragona.
Lo scontro decisivo fra l'esercito catalano-aragonese e quello pisano avvenne il 29 febbraio del 1324, si svolse presso Lucocisterna (nei pressi di Elmas) e vide contrapporsi circa 11.000 aragonesi contro circa 7.000 pisani. I pisani subirono una disfatta e uscirono pesantemente sconfitti dalla battaglia che però non pregiudicò, almeno per un primo momento, il dominio pisano sulla città; gli aragonesi infatti, che avevano edificato un nuovo borgo fortificato sul colle di Bonaria, lasciarono la rocca di Castel di Castro infeudata agli stessi pisani.

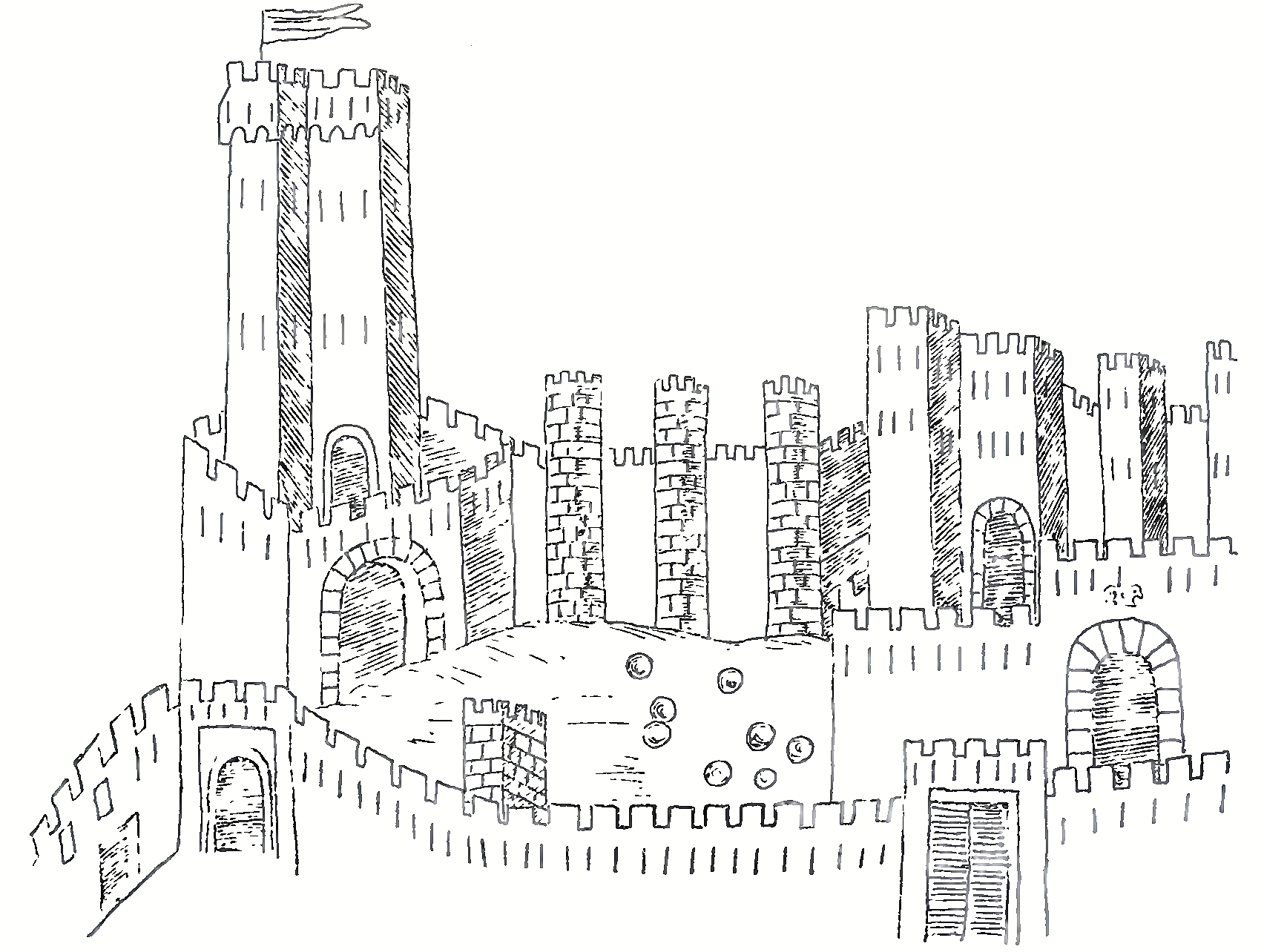
Cagliari - Baluardo dell'Elefante, disegno del XIV secolo

Questa situazione si protrasse sino al 26-29 dicembre del 1325 quando i pisani, assieme ai genovesi, ripresero le armi contro gli aragonesi ma vennero nuovamente sconfitti in una battaglia navale svoltasi nel golfo degli Angeli fra la flotta pisano-genovese, guidata da Gaspare Doria, e quella aragonese, comandata dall'ammiraglio Francesco Carroz. Il colpo finale fu sferrato in gennaio quando gli aragonesi espugnarono il porto di La Pola e Stampace costringendo Pisa alla resa. Il 19 giugno 1326 i pisani furono quindi espulsi dal Castello casa per casa e le loro abitazioni vennero riassegnate agli iberici dimoranti nella rocca di Bonaria e a coloni provenienti dai territori della Corona d'Aragona, quasi tutti catalani.
Il 25 agosto 1327 Giacomo II d'Aragona concesse alla città di Castel di Càller (Cagliari), elevata a città regia, il "ceterum" , ossia un codice municipale identico a quello di Barcellona che garantiva agli abitanti del Castello gli stessi diritti degli abitanti della capitale catalana.
La città fu amministrata fino al 1418 da un governatore centrale che faceva le veci del Re, in seguito questa figura venne sostituita da quella del viceré. I viceré a Cagliari risiederanno fino al 1847 nel palazzo regio, risalente al 1337.

## Epoca cinquecentesca e seicentesca

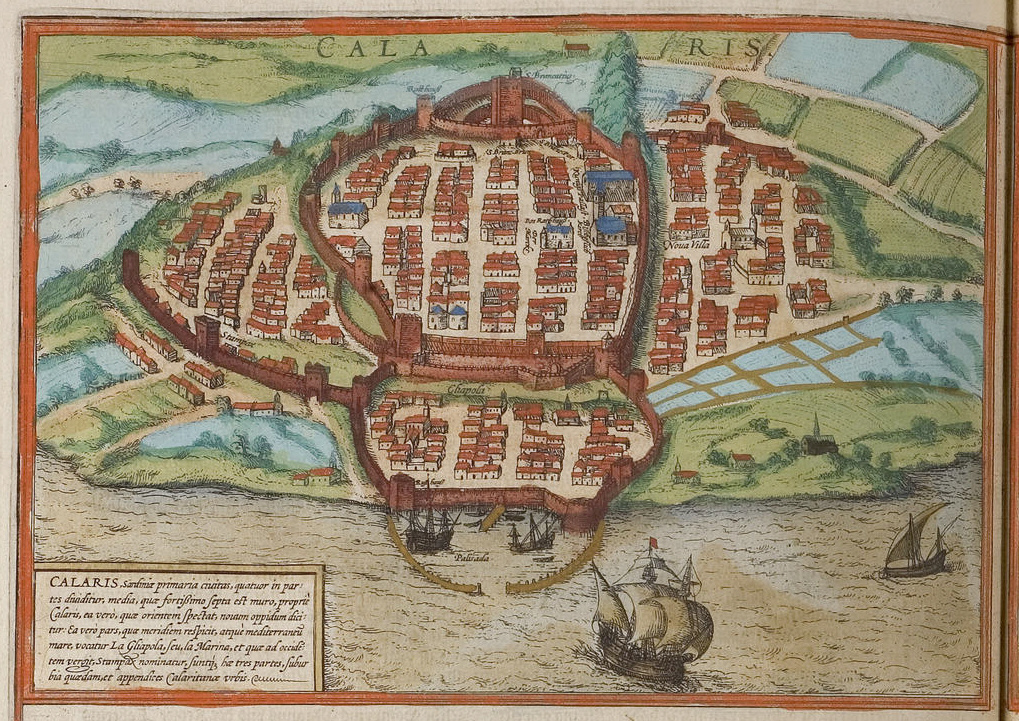
Cagliari nel 1572 (Civitates orbis terrarum).

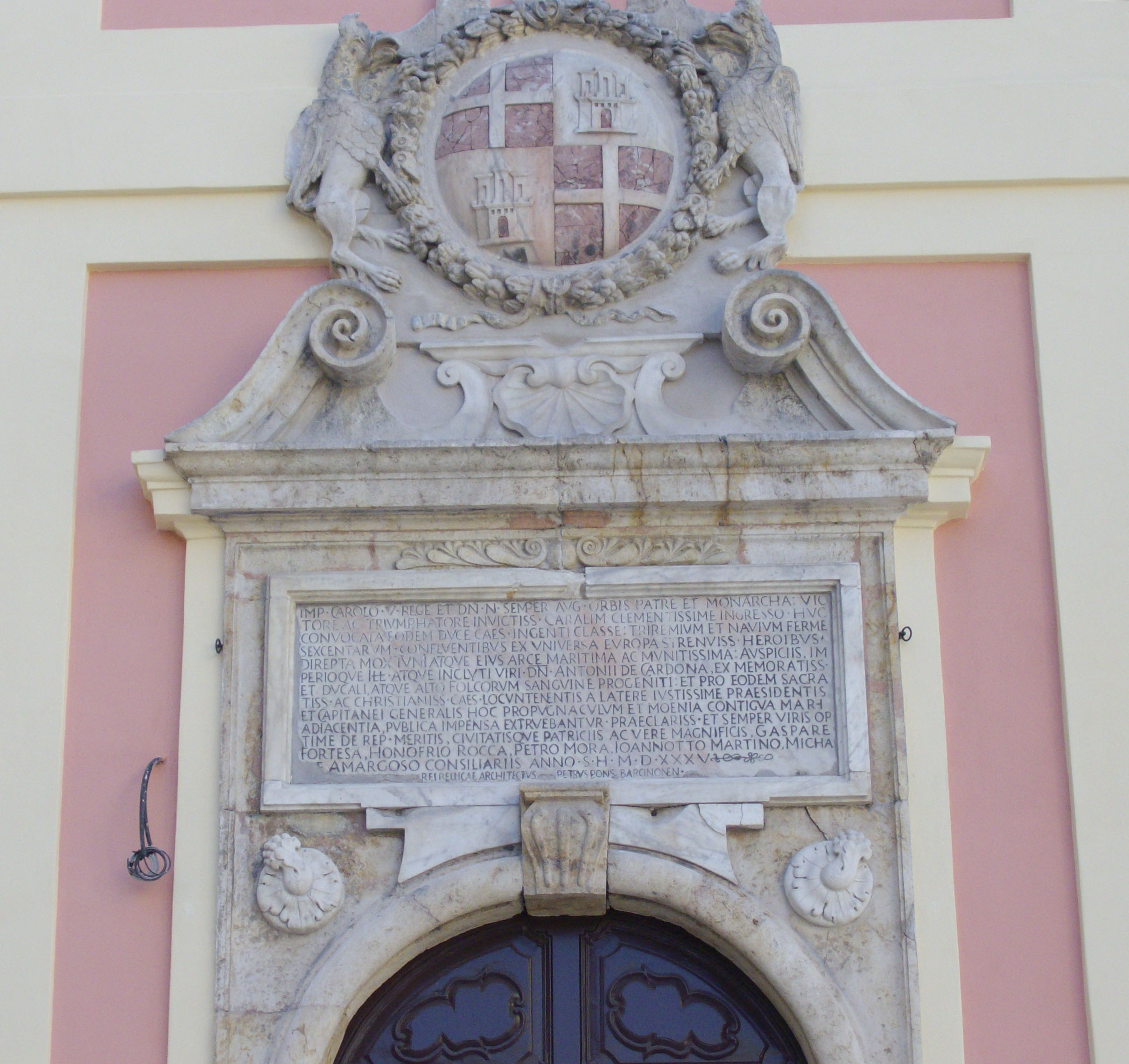
L'epigrafe che testimonia la visita a Cagliari dell'imperatore Carlo V sulla porta d'entrata dell'Ex Palazzo di Città.

### Cagliari spagnola: Càller
Col matrimonio di Ferdinando II di Aragona e Isabella di Castiglia, Cagliari e la Sardegna intera si legheranno sempre più al nascente stato spagnolo. La lingua catalana rimase la lingua ufficiale delle Cortes del Regno, ma il suo uso vivo in città gradualmente si estinse, sopraffatto dal sardo nell'uso quotidiano anche nella classe nobiliare e sostituito dallo spagnolo come lingua di cultura e di governo.
La città si consolidò come capitale del regno e città più ricca e popolosa. In essa risiedeva il viceré, si adunavano le Cortes, il parlamento, si riuniva la Reale Udienza e la suprema magistratura giudicante. Oltre ad essere il principale per l'esportazione di merci sarde, il suo porto era tappa inevitabile nelle rotte dal mediterraneo centro-orientale verso la penisola iberica. Venne dotata di un imponente sistema difensivo di bastioni che la trasformarono nella piazzaforte chiave per il controllo del mediterraneo occidentale. Nel 1535 ricevette la visita dell'Imperatore Carlo V che, proprio nella rada cittadina, aveva radunato un'imponente flotta diretta alla conquista di Tunisi.

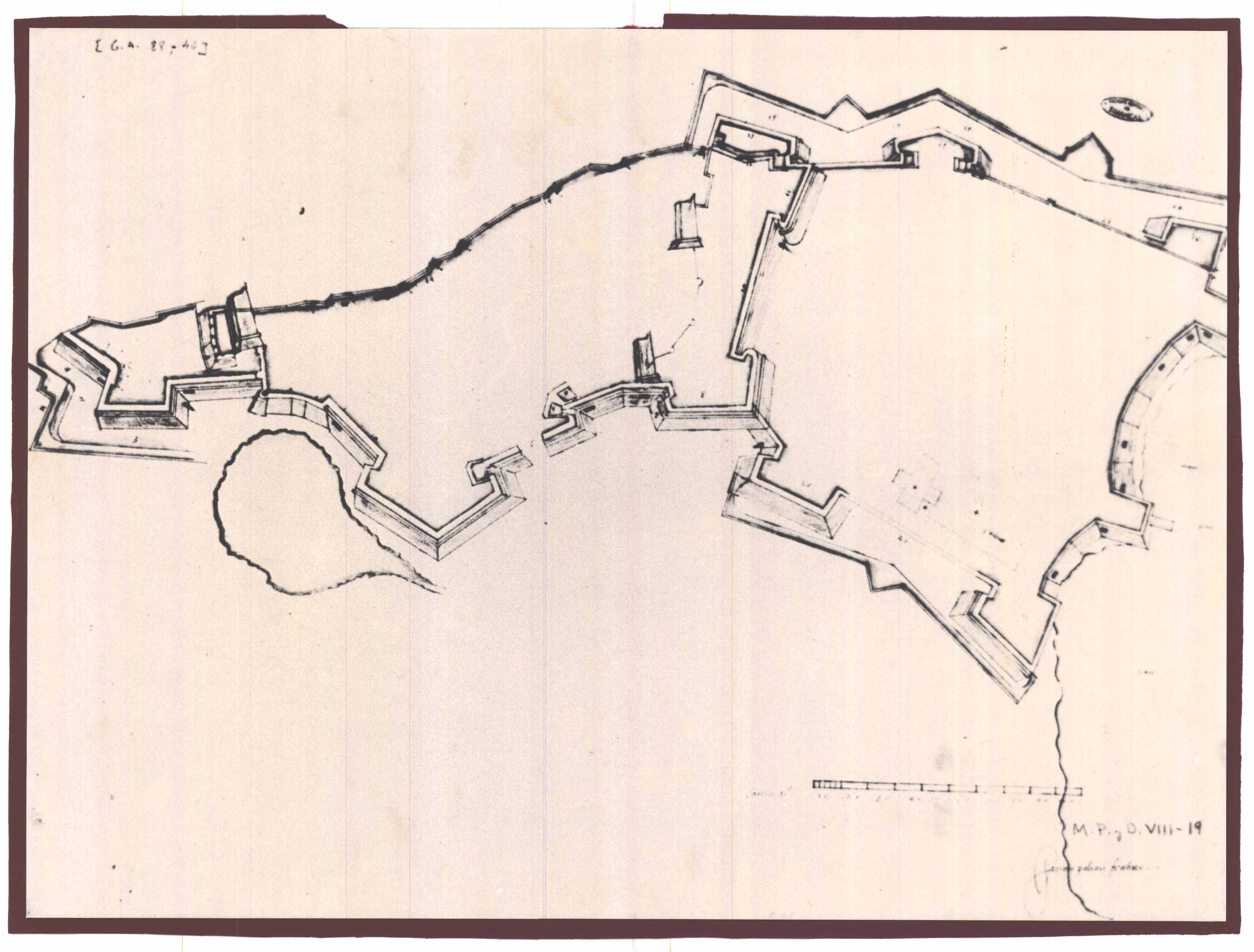
Rappresentazione in assonometria soldatesca della piazzaforte di Cagliari nel 1578 ad opera di Giorgio Palearo Fratino, fratello di Giovan Giacomo Paleari Fratino

La vita culturale era vivace, tutt'altro che provinciale, perfettamente inserita nell'atmosfera culturale dell'Europa Asburgica: vi nacquero o vissero personaggi di elevata levatura come:
- Sigismondo Arquer letterato, teologo, giurista e geografo, morto sul rogo a Toledo per l'accusa di adesione al luteranesimo[35],
- i giuristi Giovanni Dexart[36],Francesco Bellit[37], Antonio Canales de Vega[38], Francesco Aleo[39] e Monserrat Rosselló
- il medico Joan Thomas Porcell[40]
- lo storico Giorgio Aleo[41]
- il teologo Dimas Serpi[42]
- Antonio Maria da Esterzili (autore della prima opera teatrale in sardo campidanese)[43]
- il letterato Roderigo Hunno Baeza, autore del Caralis panegyricus, un poema in latino col quale esaltò la città di Cagliari composto attorno al 1516
- Jacinto Arnal de Bolea, autore del primo romanzo ambientato a Cagliari, El Forastero[44]
- il giurato Juan Francisco Carmona[45]
- il letterato e storico Salvatore Vidal[46]
- i poeti Josè Delitala Y Castelvì e Giuseppe Zatrillas Vico[47]
- il politico e funzionario dell'impero spagnolo Vincenzo Bacallar y Sanna, Marchese di San Filippo[48]. Quest'ultimo fu uno dei cofondatori della Real Academia Española e collaborò alla stesura del primo dizionario della lingua castigliana[49].

Vi era attiva anche una rinomata scuola pittorica detta "Stampacina" dal nome del quartiere ove erano le botteghe, che ebbe i suoi maggiori rappresentanti in Pietro Cavaro, il figlio Michele, Pietro Raxis il vecchio e Antioco Mainas. Nel 1607 fu istituita l'Università e fu creato il primo ospedale pubblico. Ma la decadenza che l'impero spagnolo conobbe nella seconda metà del XVII secolo colpi anche la città e la espose alla grave epidemia di peste del 1652, dalla quale ebbe origine la Sagra di Sant'Efisio, tutt'oggi la più importante manifestazione religiosa dell'isola.

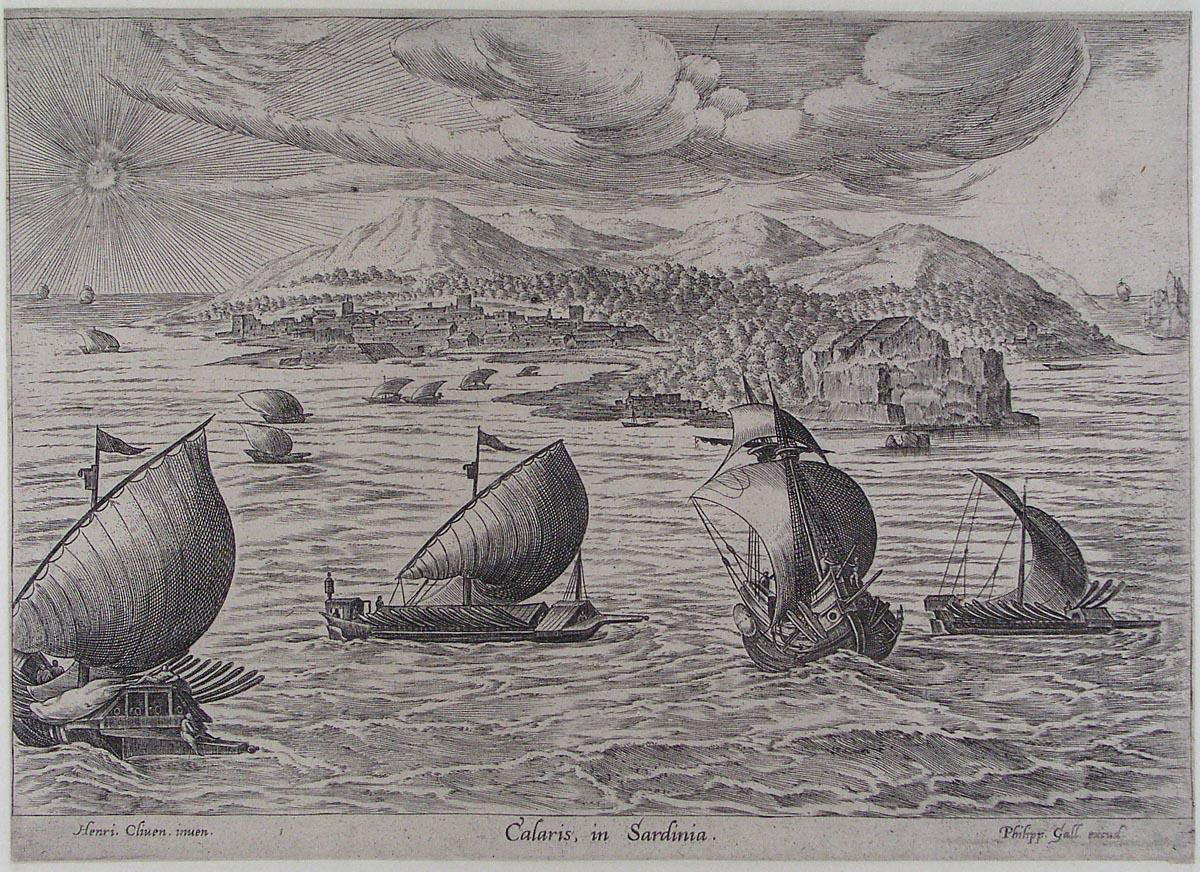
Cagliari nel '600, veduta dal mare di Hendrick van Cleve III

Il 25 luglio del 1668 in Via Canelles a Castello venne assassinato per vendetta il viceré Camarassa, reo di aver istigato l'omicidio di Agostino di Castelvì, marchese di Laconi. Madrid inviò tempestivamente delle truppe per sedare quella che veniva percepita come una rivolta contro la Spagna.
Yo Càller? Yo aquella gran Ciudad? Que entre todas mas resplendezia, aquella gran Colonia y majestad, aquella que en tres millas extendia. Aquella que a este mar y sus riberas mis torres y edificios encubrian, yo ser aquella cierto no dijeran si se hallaran los que me conozian.
Por essos llanos dende este Vulpino calaritano suelo tan nombrado muy largo y estendido muro vino hasta el postremo y ultimo collado. Aqui templos, palacios, coliseos y el alto Capitolio relucian, aqi plazas, colozos Colopheos la minas de oro y plata aqui se undian.
Aqui de Roma el mando y grande Estado su establecido ceptro y monarchia, aqui el sardo invencible, apasiguado del romano furor reconozia. Mas quando de las guerras conturbada me reduje en la forma que poseo, Càller soy y sere sin ser mudada, de un memo corazon, pecho y empleo.
Soy Aguila Real pues la Cabeza es el Castillo y cola la Marina, la una ala Villanueva se confiesa y l'otra es Estampache mi vecina. Soy madre de tan celebres varones, de tantos Santos fuente e manansial, celebro sus emprezas y blaones, soy foresta y parraizo terrenal.
Juan Francisco Carmona, Hymno a Càller (Inno a Cagliari)»

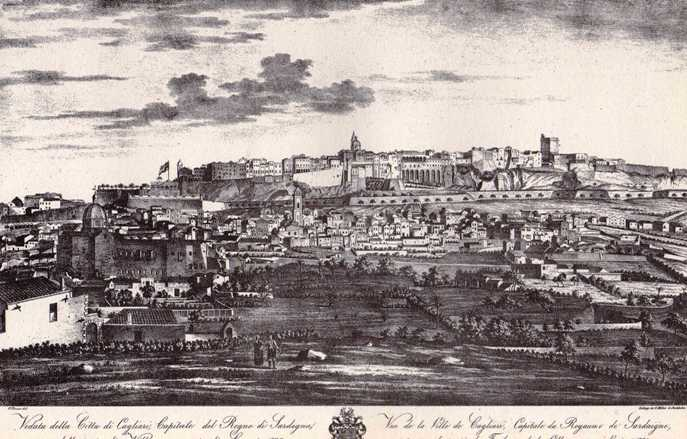
"Vista della città di Cagliari, capitale del Regno di Sardegna" Litografia del 1825.

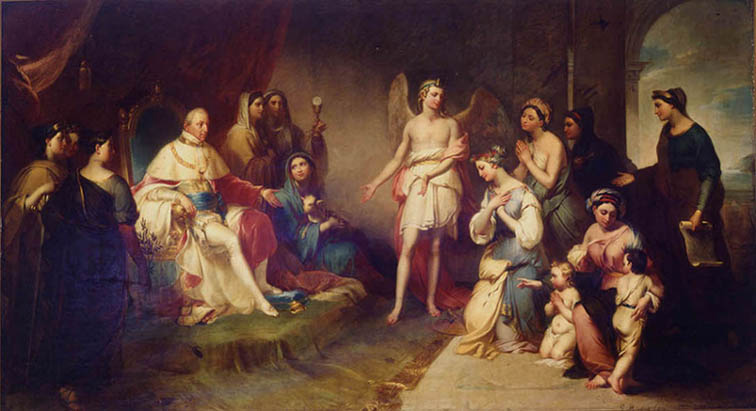
Ritratto del re di Sardegna Carlo Felice opera del pittore cagliaritano Giovanni Marghinotti (1830)

Io Cagliari? Io, la città grande che fra tutte risplendeva, quella grande colonia maestosa, quella che per tre miglia si estendea. Quella che questo mare e queste rive le mie terre ed edifici ricoprian: che fossi quella non direbber certo quelli, se ancor ci fosser, che sapean.
Per questi piani, dal volpino mio cagliaritano suolo sì famoso lunghe ed estese vennero le mura fino alle estreme e ultime colline. Qui templi e palazzi e colossei con l'alto Campidoglio rilucean, qui piazze, statue ed altri monumenti, miniere d'oro e argento qui si aprian.
Qui di Roma il dominio e grande impero, lo scettro fermo e la sua monarchia, qui la romana forza, messo in pace, l'invincibile sardo conoscea. Ma quando, conturbata dalle guerre, mi ridussi nel modo che io sono, Cagliari sempre sono ed immutata con uno stesso cuore, petto e amore.
Son Aquila Reale, la mia testa è il Castello e coda è la Marina, un'ala Villanova si dichiara e l'altra è Stampace, a me vicina. Son madre di ben celebri signori, di tanti Santi son sorgente e fonte: le loro imprese e nobiltà racconto, sono foresta e Paradiso in terra»

## Epoca settecentesca e ottocentesca

### Cagliari sabauda
Nel 1718, dopo un breve dominio degli Asburgo d'Austria e una breve rioccupazione da parte degli spagnoli (1717), il Regno di Sardegna passò ai Savoia, rimanendo tuttavia un'istituzione autonoma rispetto agli altri stati continentali della dinastia (questo fino alla fusione perfetta del 1847), che giurarono di rispettare le antiche usanze e i privilegi dello Stato sardo. Ma il XVIII secolo fu l'epoca delle monarchie assolute, e la nuova casa regnante cercò gradualmente di trasformare l'antico regno creato dai re medievali aragonesi in uno stato più adatto ai tempi moderni. Per mezzo secolo circa lo spagnolo rimase ancora la lingua ufficiale dell'autorità. La capitale formale era ancora Cagliari, ma ora tutte le decisioni erano prese a Torino, residenza dei monarchi sabaudi. Nonostante tutto, la città nell'età dei Lumi crebbe lentamente con la riorganizzazione dell'università, il rafforzamento del sistema difensivo, la ristrutturazione del Palazzo Reale e l'accesso ai mercati del Nord Italia e del resto d'Europa.
Nel 1792-1793, durante le guerre rivoluzionarie francesi, la Francia cercò di conquistare Cagliari per via del suo ruolo strategico nel Mediterraneo occidentale. Un esercito francese sbarcò nella spiaggia del Poetto e da lì si mosse in direzione di Cagliari, ma i francesi furono sconfitti dai sardi che decisero di difendersi dall'esercito rivoluzionario. I cagliaritani speravano di ricevere qualche concessione dai Savoia in cambio della difesa della città, gli aristocratici di Cagliari chiesero un rappresentante sardo nel parlamento del regno. Quando i Savoia rifiutarono qualsiasi concessione, gli abitanti di Cagliari si sollevarono ed espulsero tutti i piemontesi dalla città. Questa insurrezione è celebrata a Cagliari durante la "Sa die de sa Sardigna" (Il giorno della Sardegna) l'ultima settimana di aprile. Tuttavia, i Savoia ripresero rapidamente il controllo della città dopo un periodo di autogoverno.
Nel 1798, allorquando francesi, guidati dal generale Barthélemy Joubert, conquistarono il Piemonte istituendo la Repubblica Piemontese, i Savoia, con tutta la corte, lasciarono Torino e si trasferirono nel palazzo regio di Cagliari che divenne de facto la capitale politica del Regno. La corte resterà nell'isola fino alla definitiva restituzione degli Stati di terraferma nel 1814.

## Epoca contemporanea

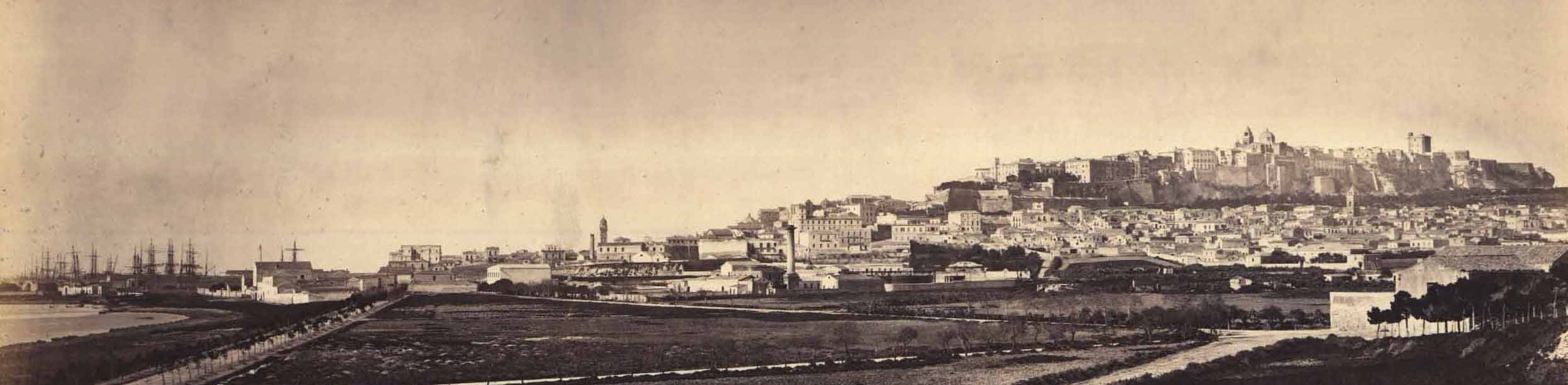
Vista della città nella seconda metà del XIX secolo

### Dall'unità d'Italia alla seconda guerra mondiale

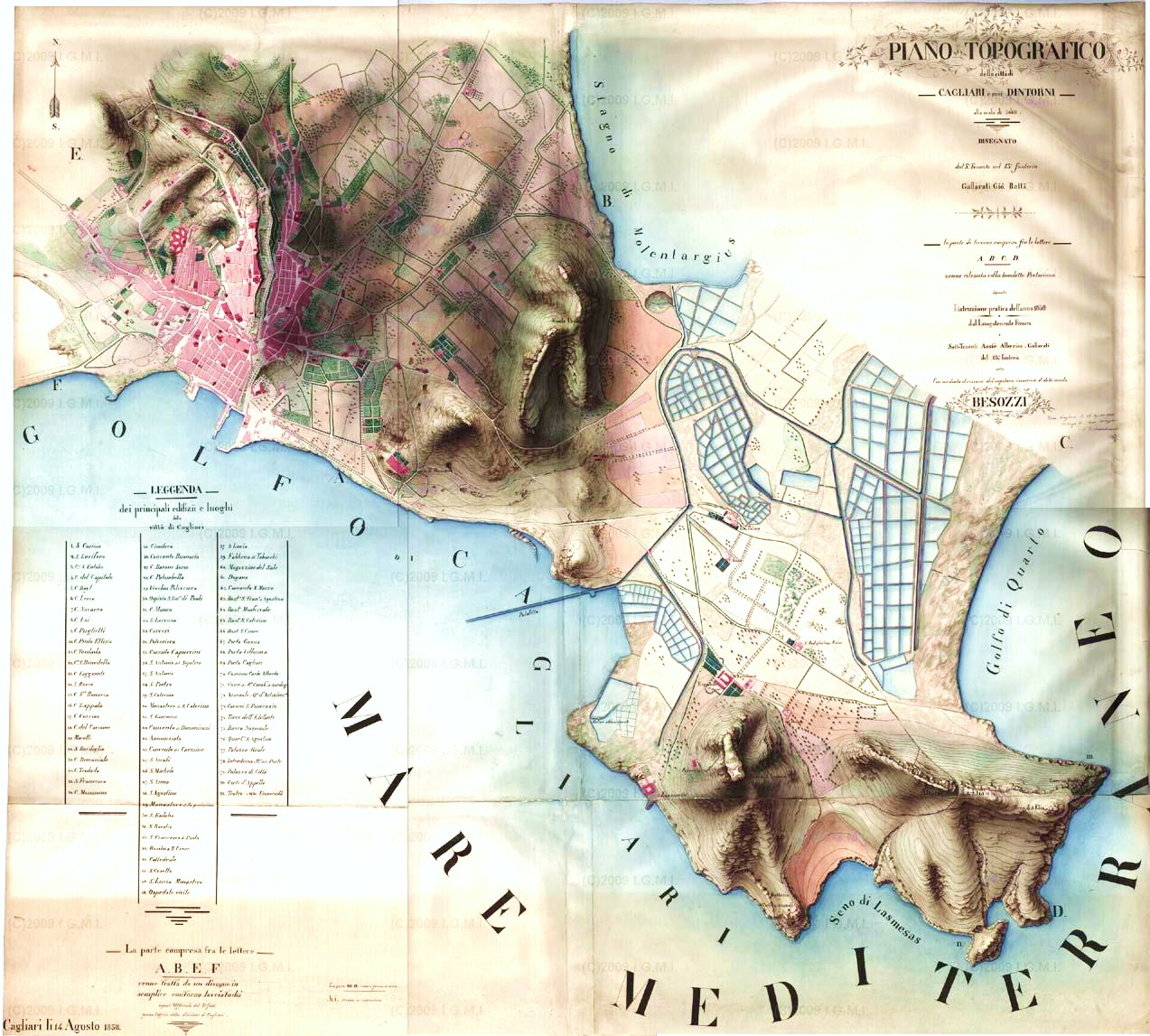
Piano topografico di Cagliari, 1858

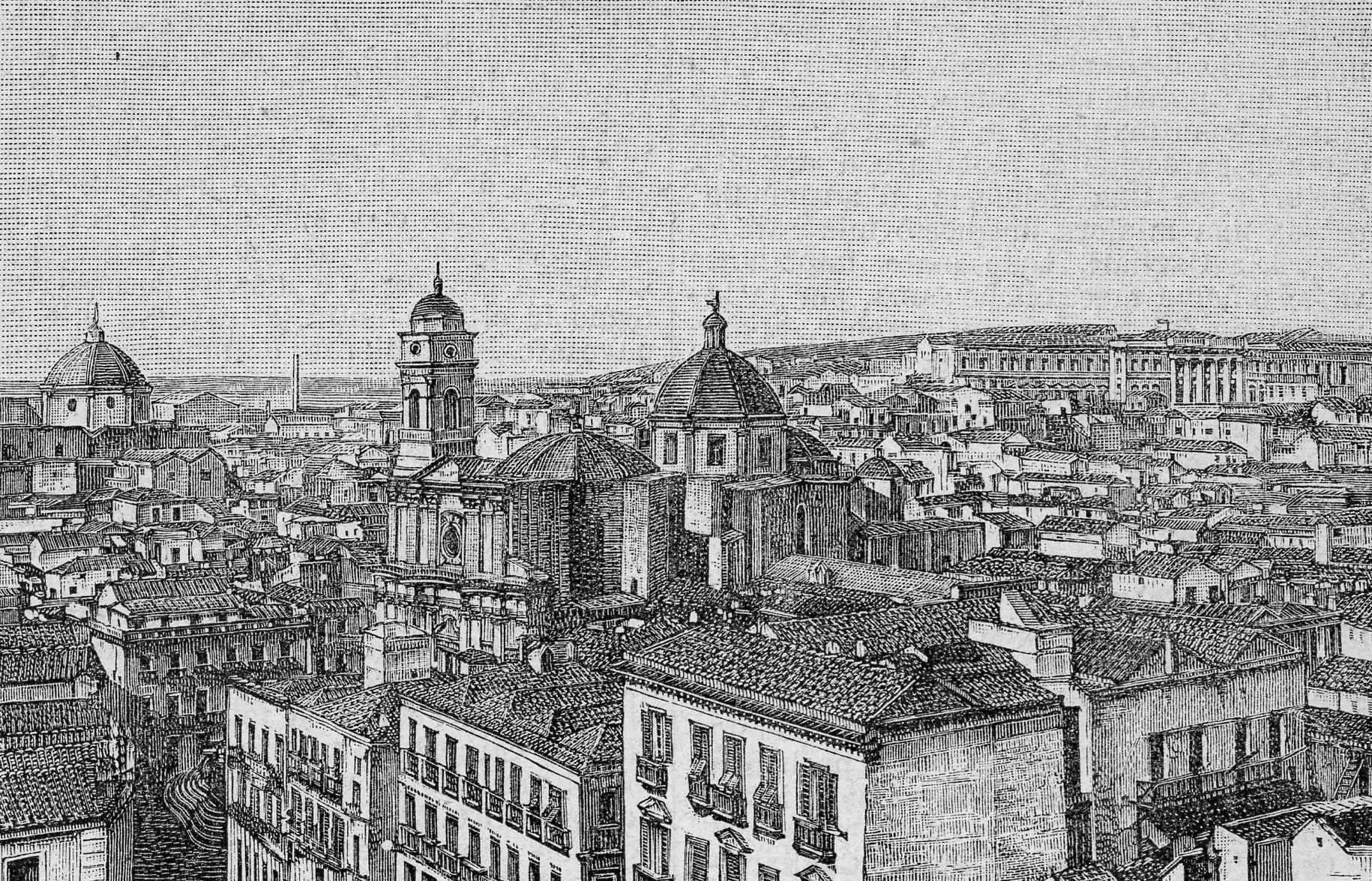
Quartiere Stampace (xilografia 1891)

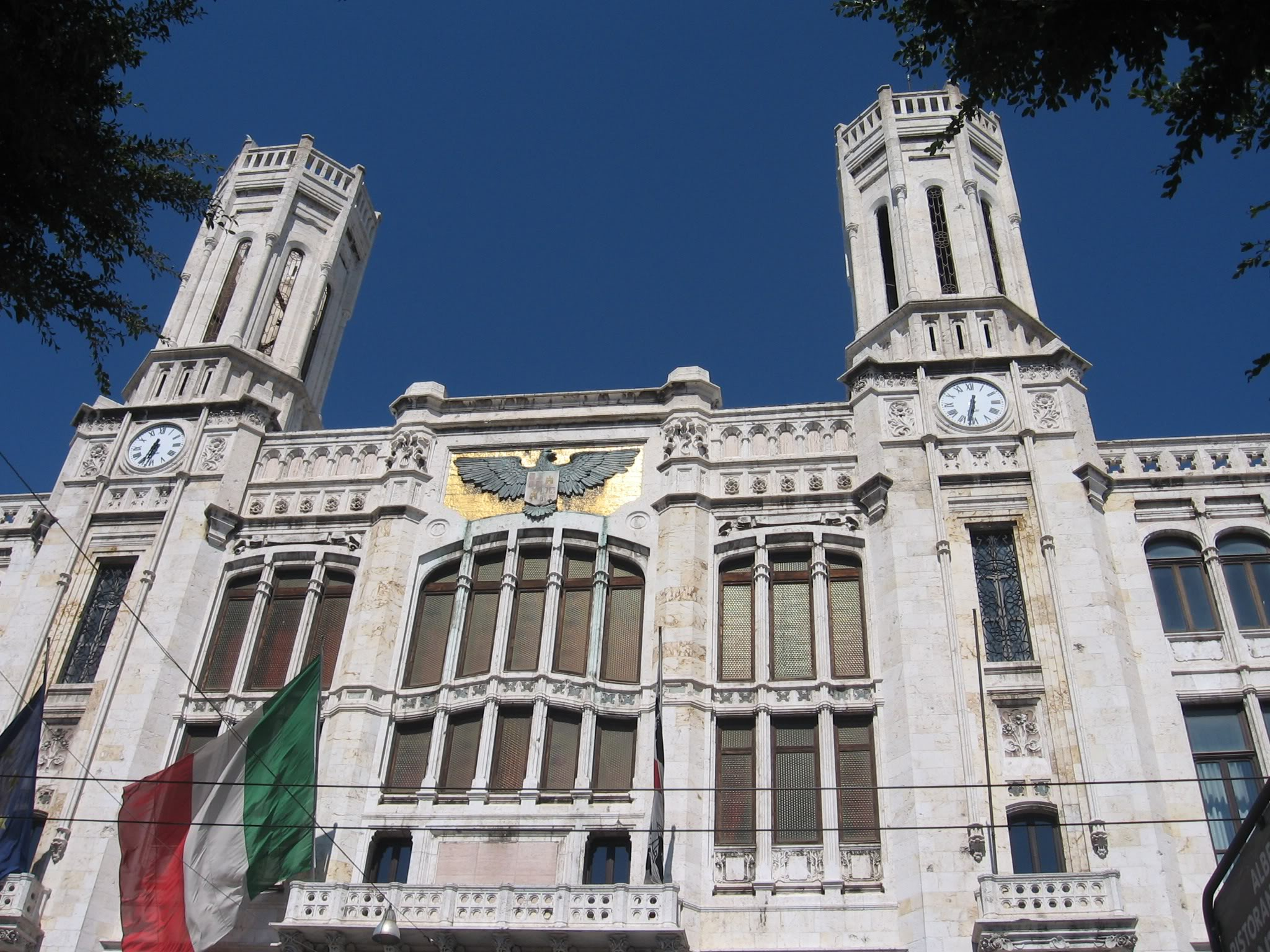
Palazzo Civico, particolare della facciata principale

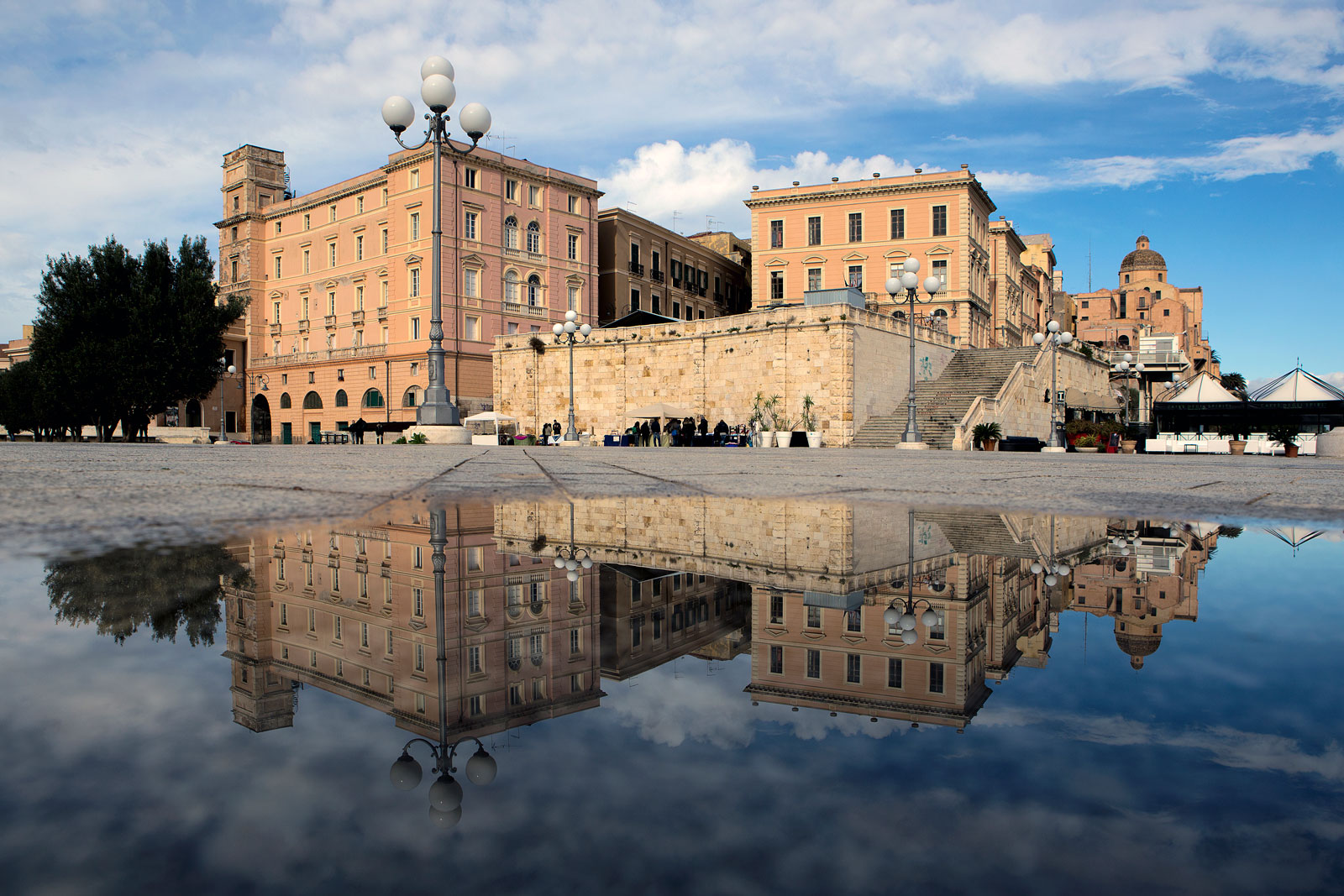
Terrazza Umberto I

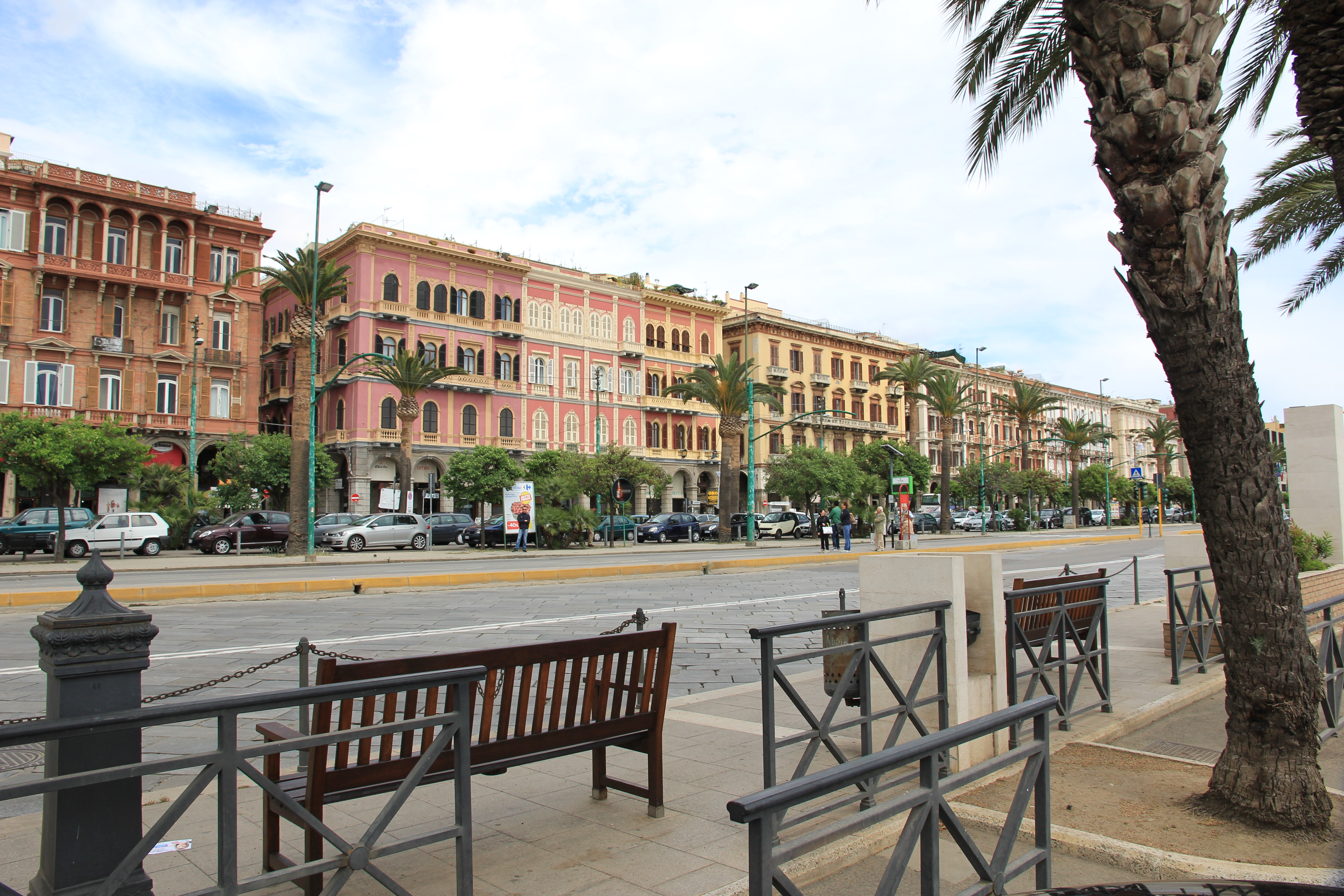
Via Roma

Dal 1861, con l'Unità d'Italia, la città conobbe un periodo di rapida crescita.
Dopo la cancellazione di Cagliari dall'elenco delle piazzeforti del Regno nel 1866, le antiche mura medievali e del XVI secolo furono in parte smantellate e furono aperti ampi viali; in precedenza, nel 1858 era stato predisposto un nuovo piano urbanistico redatto dall'architetto cagliaritano Gaetano Cima ma non fu mai realizzato.
Molti edifici importanti furono costruiti verso la fine del XIX secolo, durante l'amministrazione del sindaco Ottone Bacaredda. Diversi di questi edifici combinano influenze in stile Liberty ed eclettismo: ne sono esempio il Palazzo Civico in Via Roma e il Bastione di Saint Remy, sovrastato dalla terrazza panoramica Umberto I. Ottone Bacaredda è famoso anche per la repressione violenta di uno dei primi scioperi dei lavoratori dell'inizio del XX secolo.
Nel 1807 furono installati le prime lanterne per l'illuminazione pubblica. Nel 1868 venne installata l'illuminazione a gas, mentre nel 1913 quella elettrica.
Nel 1867 fu costruita una diga in località Corongiu sotto il monte Serpeddì, per dotare la città di un servizio di fornitura di acqua; fino a quel momento la città era ancora servita dall'acqua di pozzi e cisterne.
Nel 1871 fu inaugurato il primo tratto della ferrovia che collega Cagliari a Olbia (allora Terranova Pausania) e Porto Torres. I lavori vennero completati nel 1881
Nel 1893 venne attivato il servizio di tram a vapore suburbani che collegavano il centro della città con i paesi ormai conurbati di Monserrato, Selargius, Quartucciu e Quartu Sant'Elena. Nel 1913 un'altra linea del tram a vapore collegò il centro con la spiaggia del Poetto. Nel 1915 furono inaugurate le prime due linee di tram elettriche.
Il 14 maggio 1906 scoppiarono a Cagliari degli scioperi contro il carovita, che causarono due morti e parecchi feriti: questo evento verrà ricordato dall'allora sindaco Baccaredda nel libro "L'Ottantanove cagliaritano", titolo ironico che paragona questa rivolta a quella ben più nota avvenuta nel 1789 in Francia.
Durante il periodo fascista la città conobbe una rapida crescita economica e demografica. Ancora oggi sopravvivono diversi esempi di architettura e urbanistica fascista, come ad esempio il Palazzo di Giustizia e il Palazzo del Comando legione carabinieri Sardegna. Grazie all'amministrazione di Enrico Endrich, a Cagliari non vengono realizzate opere pubbliche tali da stravolgere il tessuto cittadino originario come quelle che prevedevano la demolizione quasi completa (eccetto le chiese) del quartiere Stampace, per far posto alla Facoltà di Ingegneria progettata da Cesare Valle nel 1940, o la realizzazione della sede della Banca d'Italia in Via Roma, dove ora sorge il Palazzo del Consiglio regionale della Sardegna, che vide la sola demolizione di un isolato all'interno del quartiere della Marina. L'8 giugno del 1935, Benito Mussolini in visita a Cagliari pronunciò un discorso in Via Roma di fronte ai soldati della Sabauda, pronti ad imbarcarsi per l'Etiopia, nel quale rivendicò il diritto dell'Italia ad attuare una propria politica coloniale.
Dal 1861 (33.491) al 1936 (88.122) , la popolazione crebbe di circa 54.000 abitanti, con un incremento del 38%.

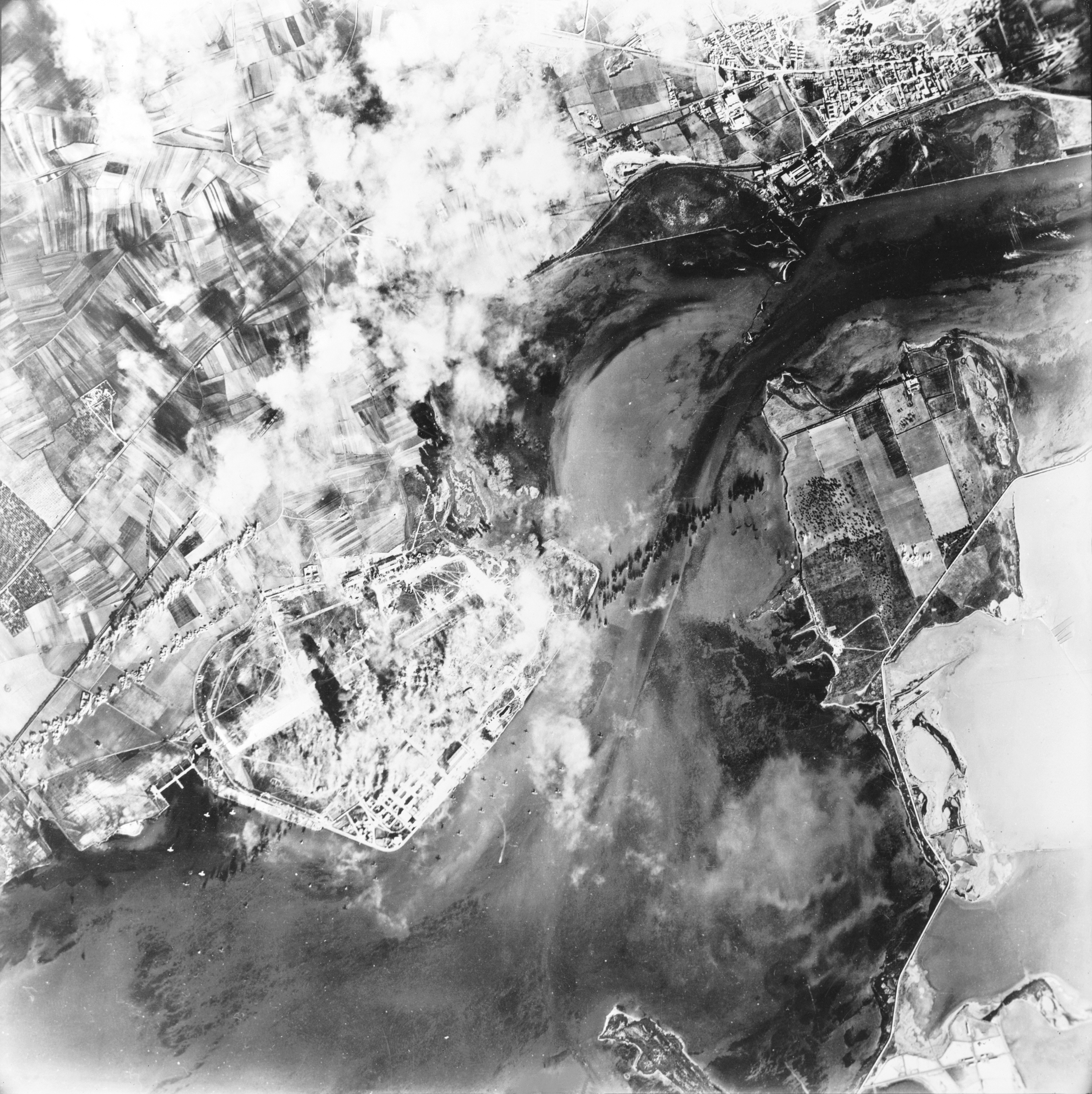
Bombardamenti su Cagliari nel 1943

Durante la seconda guerra mondiale, nel febbraio del 1943, Cagliari fu pesantemente bombardata dagli Alleati. I bombardamenti furono effettuati sia per distruggere la capacità militare delle potenze dell'Asse, sia per piegare il morale della popolazione civile. Così la guerra causò la distruzione o il danneggiamento grave del 80% delle abitazioni della città con quasi 2000 vittime civili dovute per lo più alle bombe a grappolo. Per sfuggire ai bombardamenti e alla morte, gran parte della popolazione di Cagliari sfollò in campagna o nei paesi, soprattutto del Campidano, finendo spesso per convivere con amici e parenti in case sovraffollate e misere.
Per questo sacrificio la città venne insignita della Medaglia d'oro al Valor Militare dal Presidente della Repubblica Luigi Einaudi con il decreto del 19 maggio 1950.
Dopo l'armistizio di Cassibile del settembre del 1943, l'esercito tedesco prese il controllo di Cagliari e dell'isola, ma ben presto si ritirò pacificamente, al fine di rafforzare le proprie posizioni nell'Italia continentale; l'esercito americano prese quindi possesso di Cagliari fino al termine delle ostilità.

### Dal secondo dopoguerra ad oggi

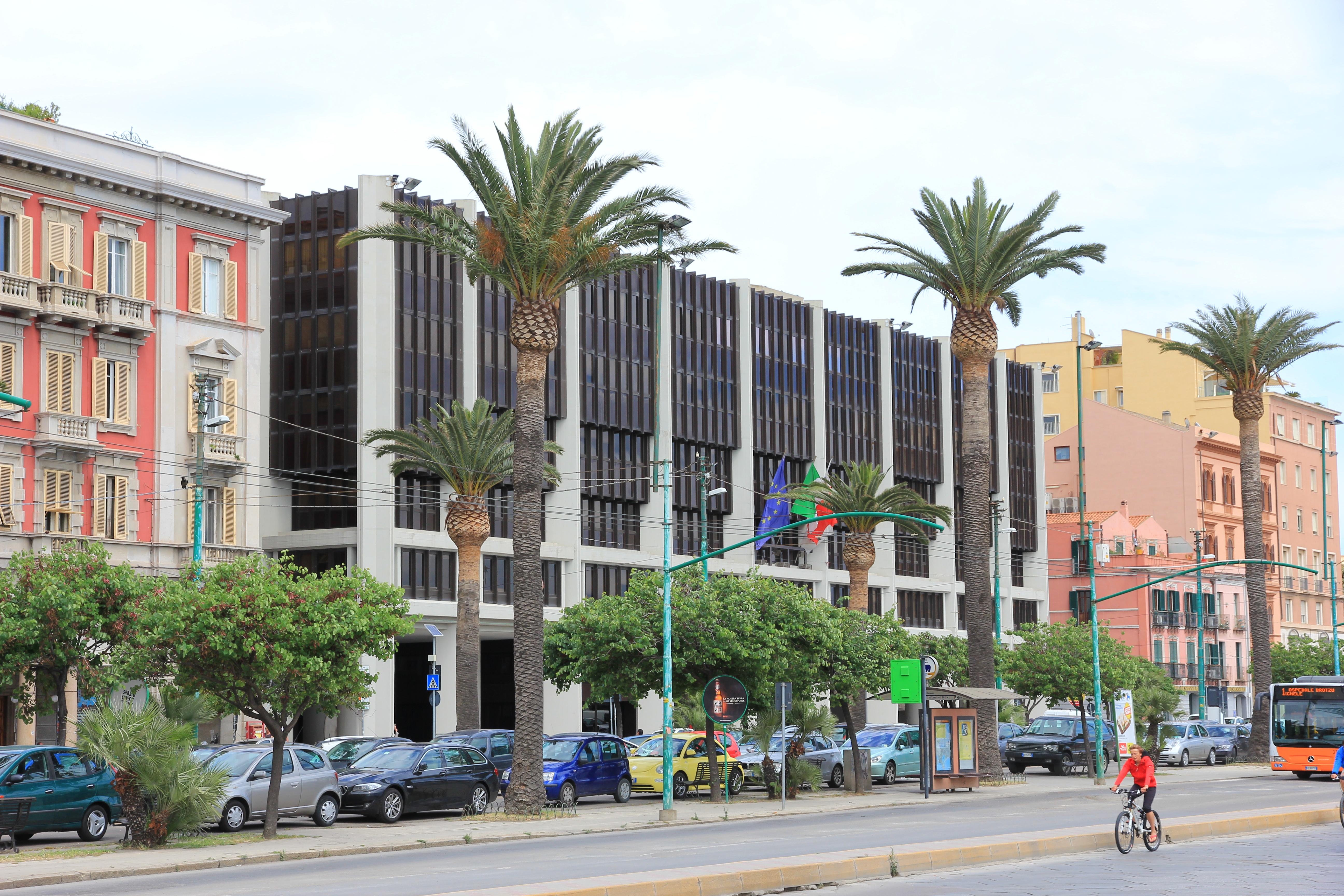
Palazzo del Consiglio regionale della Sardegna

Nel secondo dopoguerra Cagliari, in gran parte distrutta, si rianimò presto e vi fu una rapida ripresa e ricostruzione, tuttavia le ferite della guerra sono ancora nella memoria di tutti: alcune chiese medievali e barocche come quelle di San Domenico, Santa Lucia e dei Santi Giorgio e Caterina sono state demolite e ricostruite nello stesso sito o altrove, la stessa sorte è toccata a molti edifici del centro storico. Spesso, al loro posto sono ancora visibili le rovine e il vuoto lasciato nel tessuto urbano.
Con la costituzione della Repubblica Italiana, nata dalle rovine della guerra voluta da Mussolini e avallata dalla monarchia Sabauda, ricostituita l'unità politica dell'isola, nel 1948 vi fu l'istituzione della Regione Autonoma della Sardegna con Cagliari capoluogo regionale. Gli uffici della Regione si sono concentrati in città che a partire dagli anni cinquanta è stata oggetto di una massiccia migrazione interna dal resto dell'isola. La popolazione di tutti i comuni dell'area metropolitana è aumentata del 105% tra il 1951 (204.996) e il 2021 (421.688).

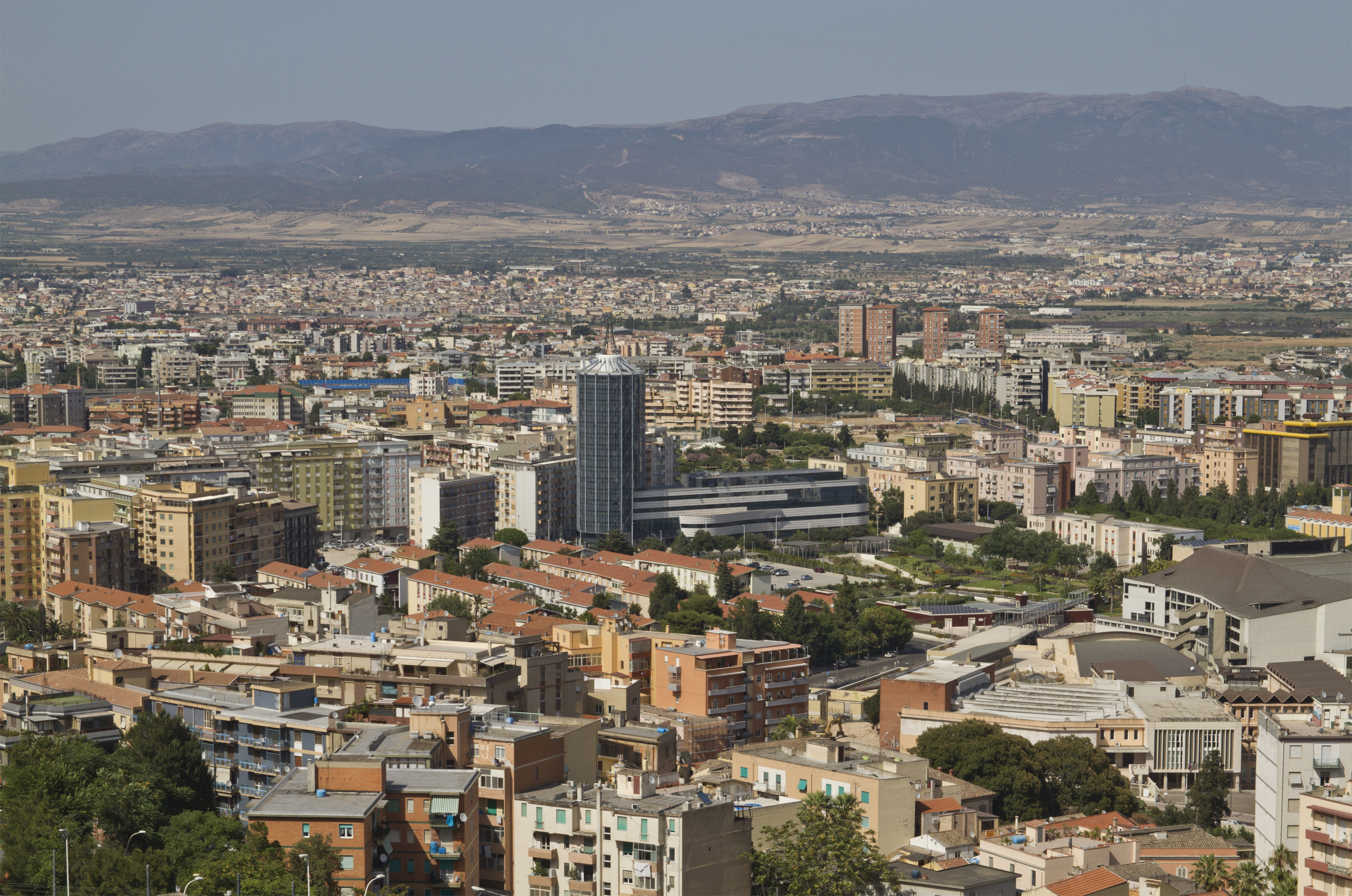
Veduta di alcune zone di Cagliari e della città metropolitana

Oggi Cagliari, fulcro di una moderna area metropolitana di circa mezzo milione di abitanti, gode di una vivace e differenziata economia e un reddito pro-capite pari a quello di altri capoluoghi regionali e di provincia del centro e nord Italia. Oltre ad essere il centro amministrativo della Regione Sardegna e delle amministrazioni periferiche dello Stato italiano sull'Isola, la città, importante centro universitario e di ricerca, è un polo culturale di rilievo, ricco di monumenti, musei, teatri, cinema e manifestazioni che attraggono un grande traffico turistico in costante aumento. Molto interessante è l'aspetto paesaggistico, con la presenza di parchi, stagni e spiagge.
Possiede un importante porto con un grande terminal per container, uno dei più importanti aeroporti italiani, un sistema di trasporti pubblici capillare ed efficiente, uno sviluppato settore industriale (per esempio, l'agglomerato Macchiareddu-Grogastu e una delle più grandi raffinerie di petrolio d'Europa ossia la Saras di Sarroch)  e delle telecomunicazioni (con il quartier generale di Tiscali), strutture sanitarie di alto livello, una vasta rete di attività commerciali grandi e piccole.